# 15. September
Der 15. September ist der 258. Tag des gregorianischen Kalenders (der 259. in Schaltjahren), somit bleiben 107 Tage bis zum Jahresende.

## Ereignisse

### Politik und Weltgeschehen
- 0533: Byzantinische Truppen unter Belisar, dem Feldherrn Justinians I., erobern Karthago und zerschlagen damit das Vandalenreich in Afrika endgültig.
- 0668: Ein Kammerdiener tötet den oströmischen Kaiser Konstans II. an seinem seit dem Jahr 661 nach Syrakus verlagerten Regierungssitz.

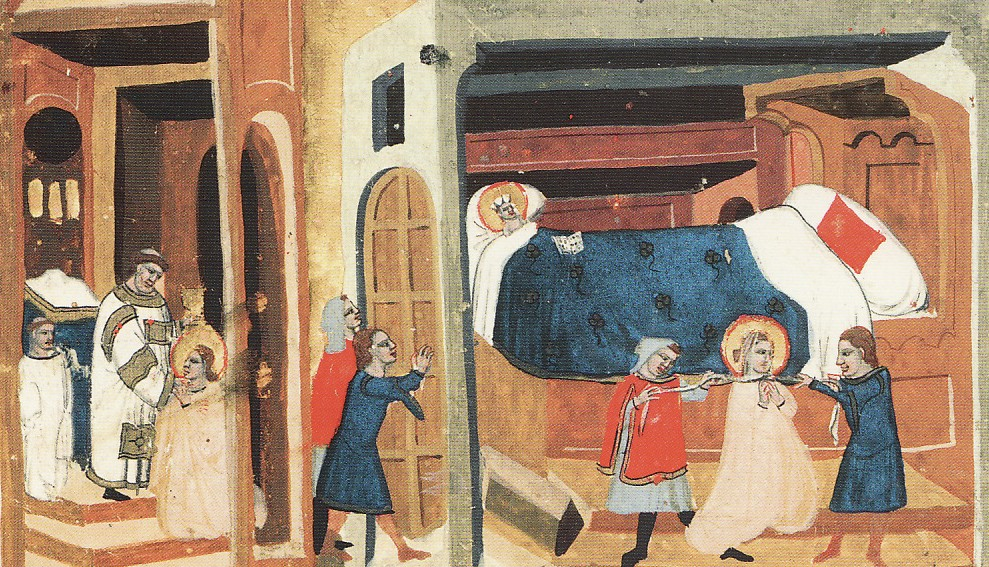
921: Ludmilla von Böhmen

- 0921: Ludmilla von Böhmen wird auf Befehl ihrer heidnischen Schwiegertochter Drahomíra ermordet.
- 1231: Der bayerische Herzog Ludwig der Kelheimer wird auf der Brücke in Kelheim ermordet. Sein Sohn Otto der Erlauchte übernimmt die Regentschaft.
- 1324: Im Krieg der vier Herren wehren sich die Bürger der Stadt Metz, deren Selbstständigkeit fallen soll, gegen vier Adlige.
- 1405: Appenzell gründet während der Appenzellerkriege gemeinsam mit St. Gallen und anderen Gemeinden den Bund ob dem See gegen die „Fürstengewalt“.

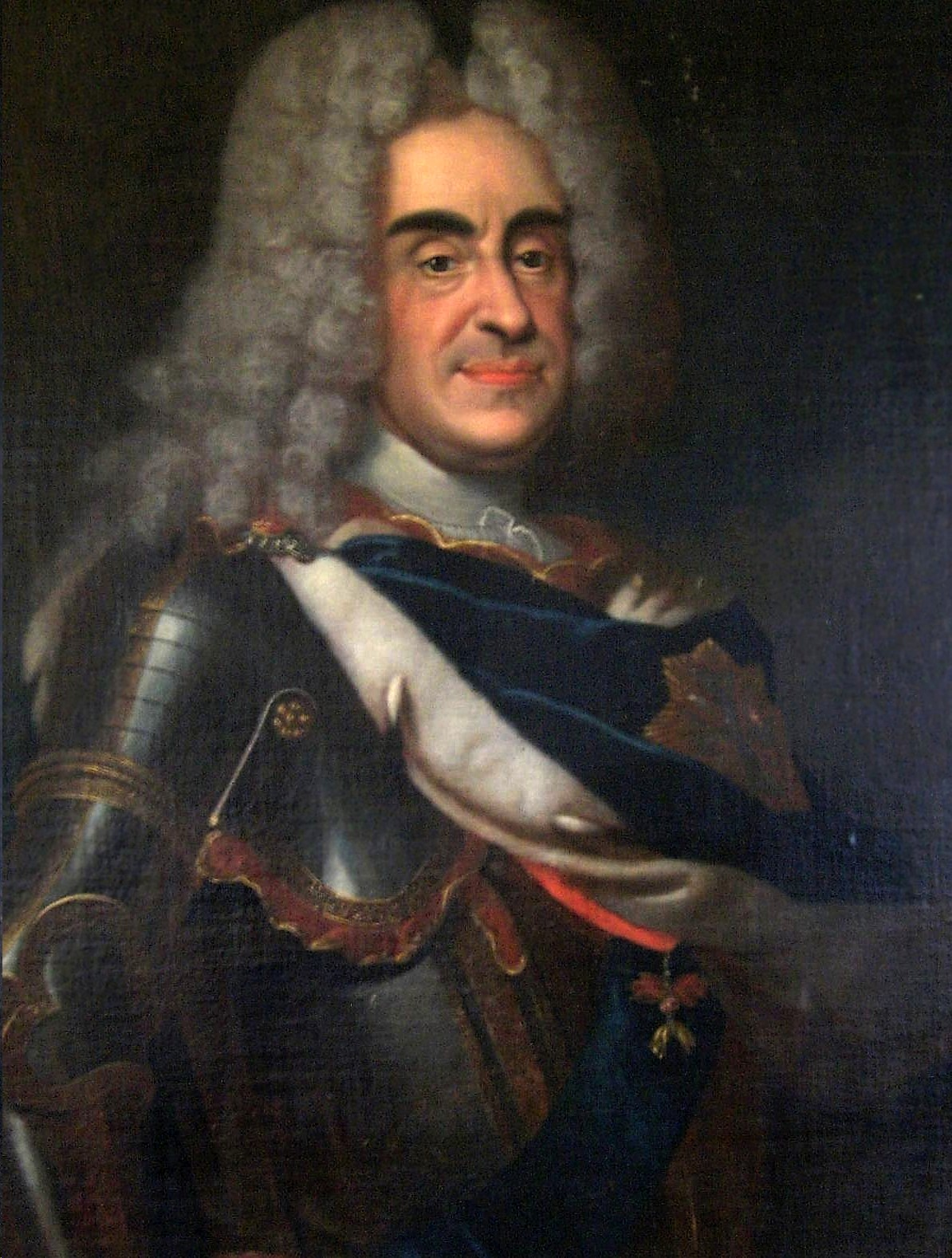
1697: August der Starke

- 1697: Kurfürst Friedrich August I. von Sachsen wird als August der Starke zum König von Polen gekrönt.
- 1779: Rivalitäten zwischen spanischen Siedlern und Briten auf der Halbinsel Yucatán führen durch einen spanischen Angriff zur Zerstörung der britischen Holzfäller-Siedlung Belize Town. Die Briten besiedeln den Ort im späteren Britisch-Honduras jedoch neu.
- 1806: Die französische Armee übergibt die Freie Reichsstadt Nürnberg an das Königreich Bayern.
- 1821: Guatemala, Costa Rica, El Salvador, Honduras und Nicaragua, bisher Teile des Vizekönigreichs Neuspanien, werden unabhängig von Spanien.
- 1861: Nach dreitägigen Kämpfen im Amerikanischen Bürgerkrieg schlagen die Unionstruppen den Angriff der Konföderierten am Cheat Mountain im westlichen Virginia zurück.

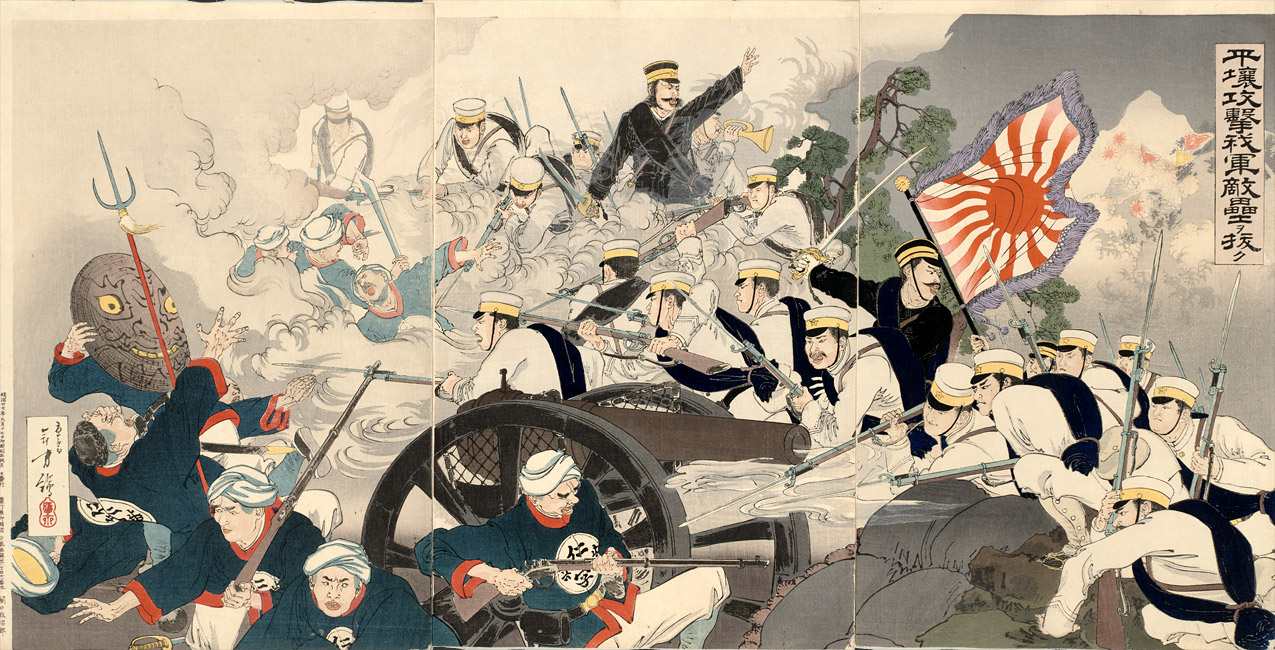
1894: Schlacht bei Pjöngjang

- 1894: Japan besiegt China während des Ersten Japanisch-Chinesischen Krieges bei Pjöngjang.
- 1905: 100.000 Menschen demonstrieren in Budapest für die Einführung des allgemeinen Wahlrechts. In Ungarn dürfen von 20 Millionen Staatsbürgern nur eine Million wählen.
- 1916: Erster Weltkrieg: Großbritannien setzt in der Schlacht an der Somme an der nordfranzösischen Front erstmals neunundvierzig gepanzerte Kettenfahrzeuge ein.
- 1918: Nach einem Durchbruch der Entente an der mazedonischen Front bricht der Widerstand der bulgarischen Armee im Ersten Weltkrieg zusammen.
- 1923: Mit Verhängung des Kriegsrechts eröffnet die Regierung des Bundesstaats Oklahoma den Kampf gegen den Geheimbund Ku-Klux-Klan.
- 1931: Die Invergordon-Meuterei in der Atlantic Fleet, einem Teilverband der britischen Royal Navy, beginnt aufgrund drastischer Soldkürzungen.

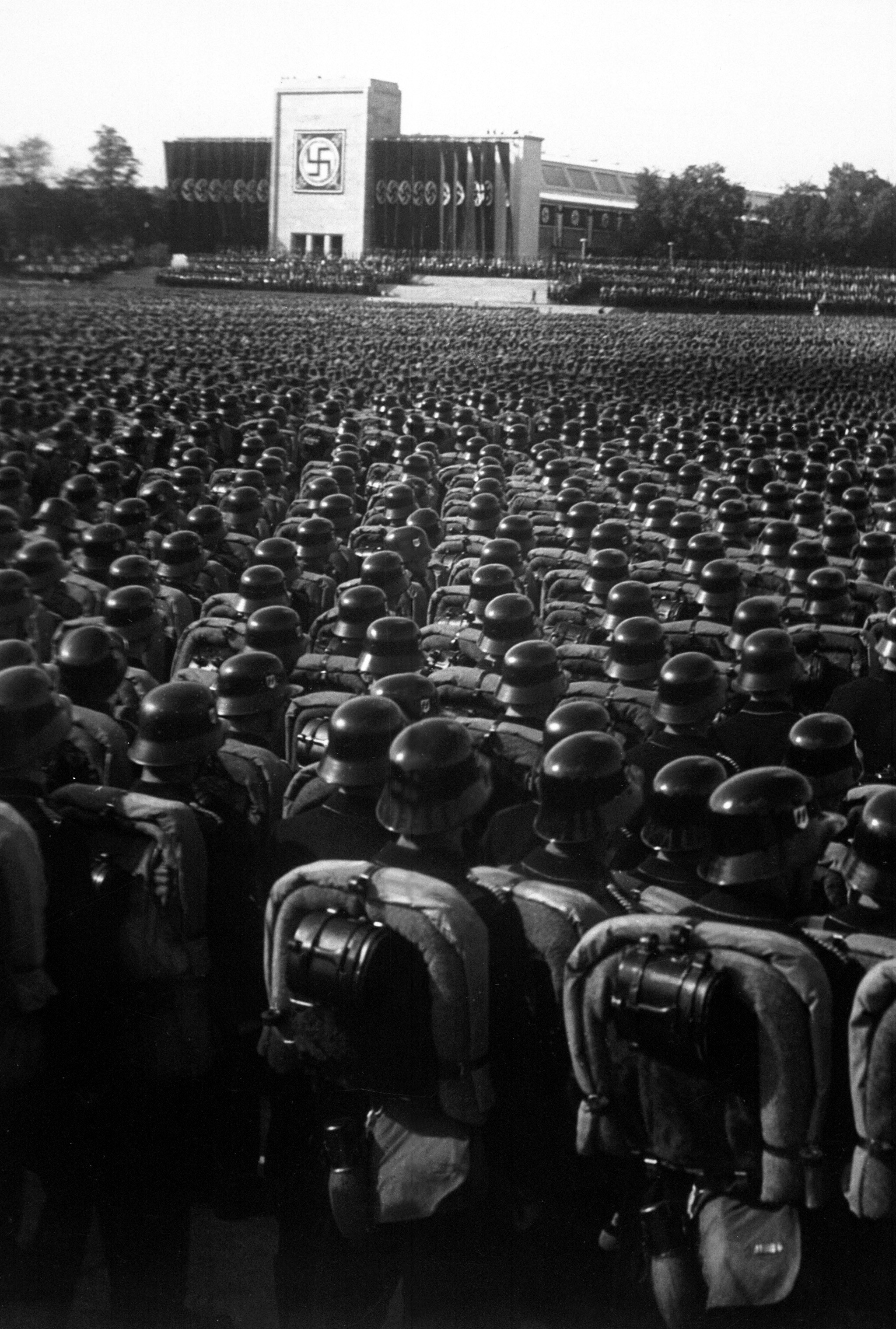
1935: Reichsparteitag

- 1935: Auf dem siebten Reichsparteitag beschließt und verkündet der Reichstag die Nürnberger Rassengesetze. Diese berauben Deutschlands Juden des Rechts, ein öffentliches Amt innezuhaben. Außerdem werden Ehen zwischen Juden und Nichtjuden verboten. Die Hakenkreuzflagge wird an Stelle der schwarz-rot-goldenen Flagge zur Nationalflagge des Deutschen Reiches.
- 1939: Der deutsche Kriegsdienstverweigerer August Dickmann wird im KZ Sachsenhausen exekutiert. Es ist die erste öffentliche Hinrichtung in diesem Lager.
- 1939: Das Massaker von Przemyśl beginnt, bei dem in fünf Tagen insgesamt 600 Juden in der polnischen Stadt Przemyśl von Einsatzgruppen der Sicherheitspolizei und des SD erschossen werden.
- 1942: Die Schlacht am Bloody Ridge während des Pazifikkrieges, die am 13. September um den Flugplatz Henderson Field auf Guadalcanal begonnen hat, endet mit einem Sieg der Amerikaner.

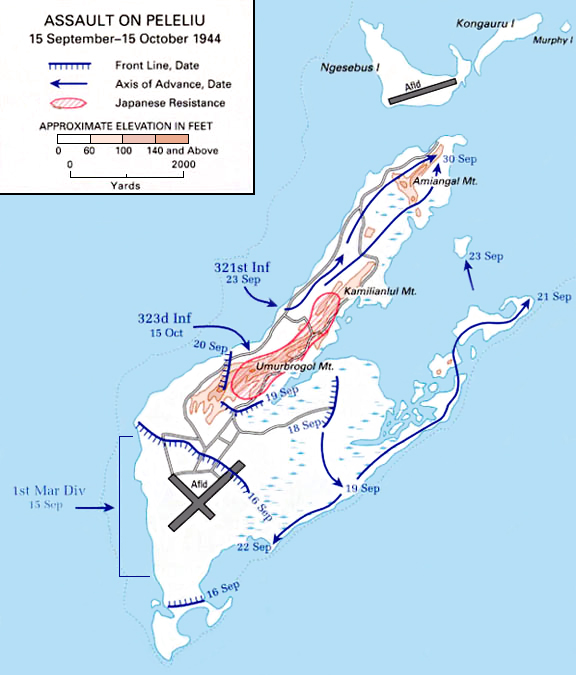
1944: Schlacht um Peleliu

- 1944: Mit der Landung der Amerikaner auf Peleliu, einer Insel des Palau-Archipels, beginnt eine der blutigsten Schlachten des Zweiten Weltkriegs, die bis zum 25. November dauern wird.
- 1945: Ein US-amerikanischer GI erschießt versehentlich den Komponisten Anton Webern.
- 1946: Bulgarien wandelt sich zur neu gegründeten Volksrepublik mit Wassil Kolarow als provisorischem Präsidenten an der Spitze.
- 1947: Zwischen Italien und Jugoslawien entsteht ein Freies Territorium Triest als Folge des Pariser Friedensvertrages vom 10. Februar 1947 unter dem Schutz der Vereinten Nationen.
- 1949: Konrad Adenauer wird erster Bundeskanzler der Bundesrepublik Deutschland.

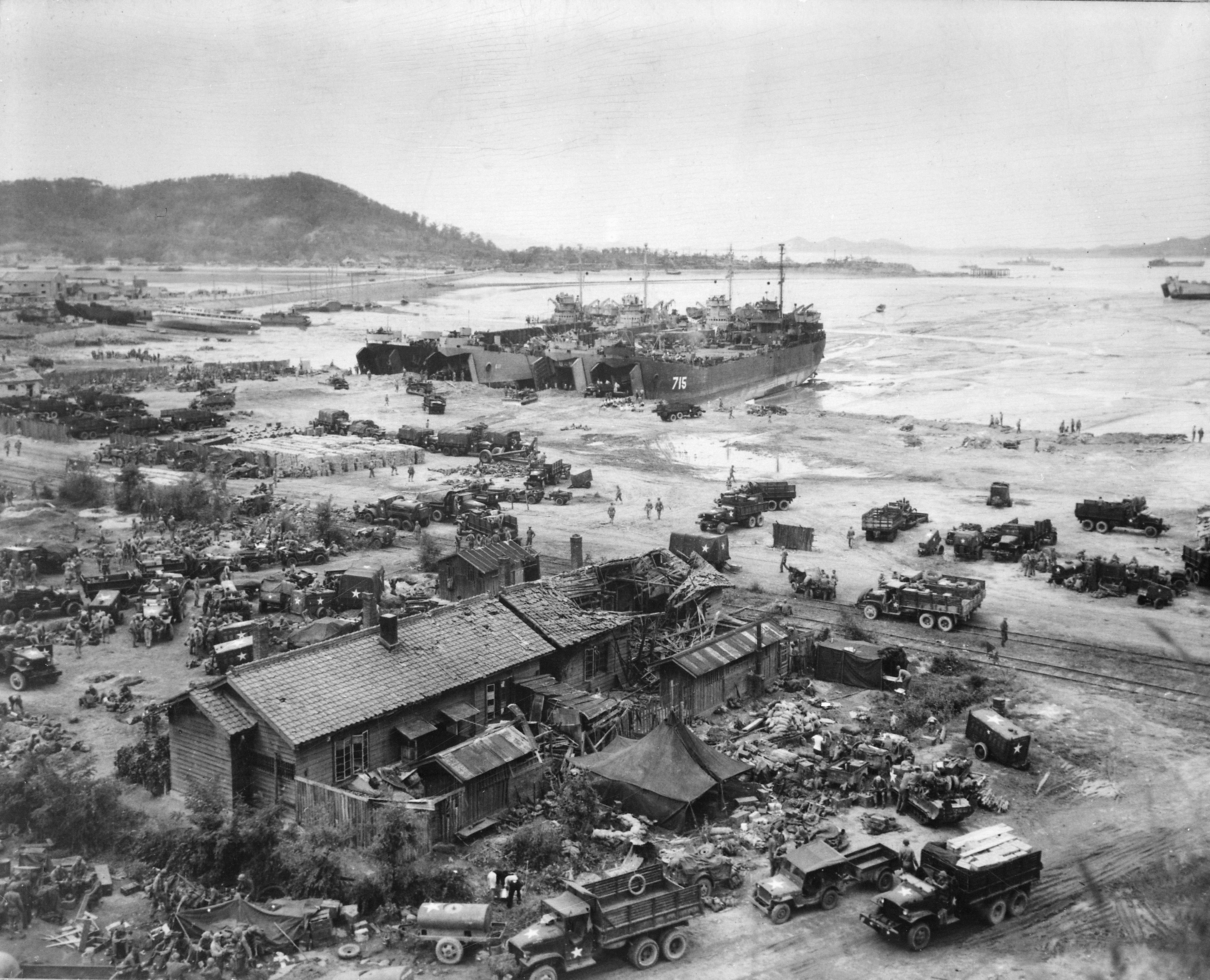
1950: Landung bei Incheon

- 1950: Die USA beginnen im Koreakrieg unter dem Kommando von General Douglas MacArthur mit der Landung bei Incheon.
- 1951: DDR-Ministerpräsident Otto Grotewohl fordert erneut freie Wahlen für Gesamtdeutschland und die Bildung eines gesamtdeutschen konstituierenden Rates. Als Konzession verzichtet er – gegenüber früheren Vorschlägen – auf eine paritätische Zusammensetzung.
- 1957: CDU und CSU erreichen bei der dritten Wahl zum Deutschen Bundestag mit dem Slogan Keine Experimente! die absolute Mehrheit (50,2 % der abgegebenen Stimmen).
- 1959: Der sowjetische Regierungschef Nikita Chruschtschow besucht als erster sowjetischer Politiker nach dem Zweiten Weltkrieg die USA und trifft den US-Präsidenten Dwight D. Eisenhower.
- 1963: Bei einem Anschlag auf die 16th Street Baptist Church in Birmingham in Alabama sterben 4 afroamerikanische Kinder im Alter zwischen 11 und 15 Jahren.

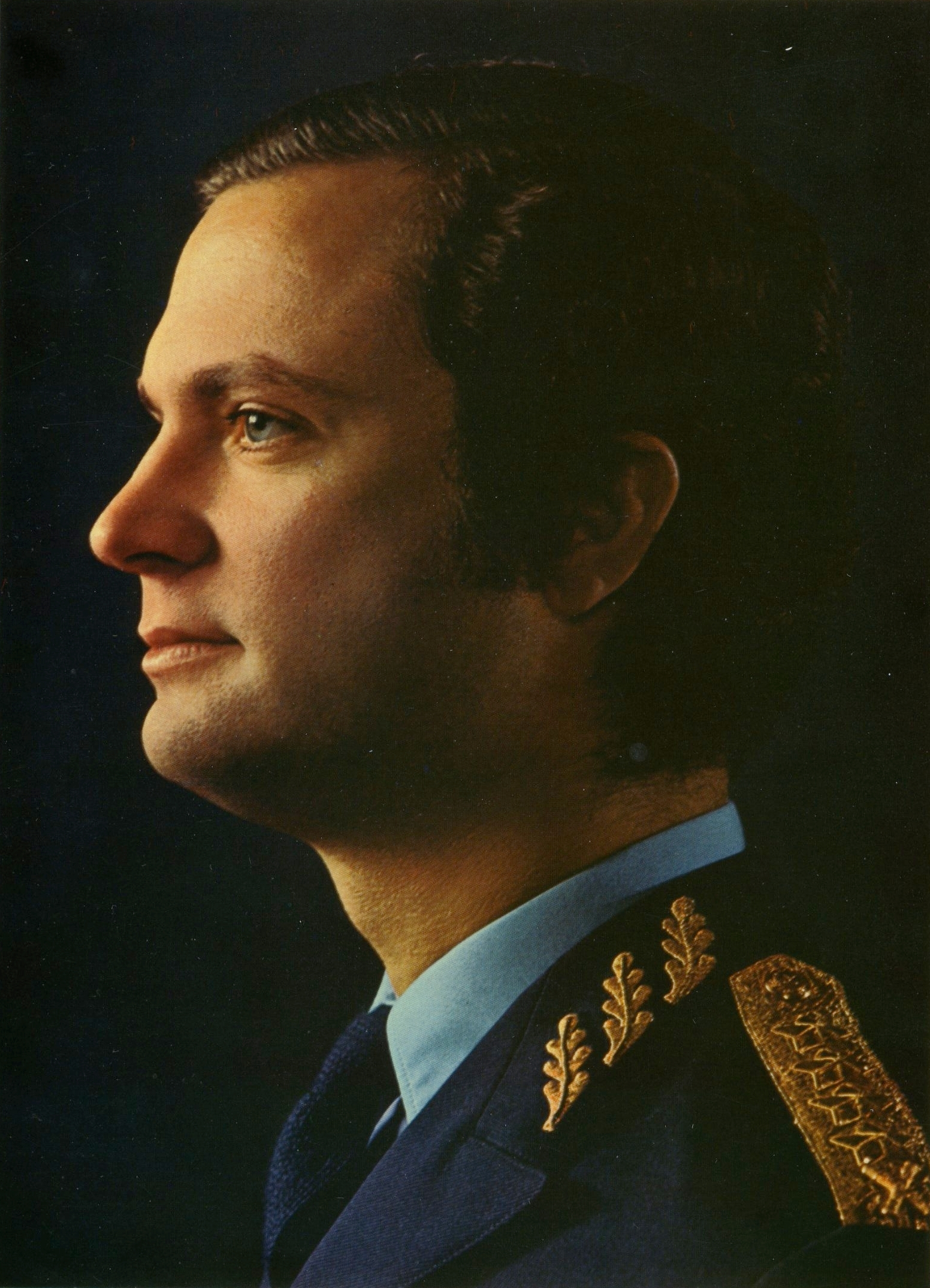
1973: Carl XVI. Gustaf

- 1973: Durch Tod von König Gustav VI. Adolf wird Carl XVI. Gustaf neuer Regent in Schweden.
- 1981: Bei einem Panzerfaust-Attentat der RAF unter dem Kommando von Christian Klar auf den Oberbefehlshaber der US-Armee in Europa, General Frederick J. Kroesen, werden in Heidelberg der General und drei weitere Menschen verletzt.
- 1982: PLO-Chef Jassir Arafat hat eine Privataudienz bei Papst Johannes Paul II.
- 1991: Bangladesch vollzieht den Übergang zu einer parlamentarischen Demokratie.
- 1991: Die Sozialdemokratische Partei Schwedens erzielt das schlechteste Wahlergebnis seit 1928 und verliert das Regierungsmandat.
- 1999: Der Weltsicherheitsrat billigt einstimmig eine internationale bewaffnete Friedenstruppe für Osttimor.
- 2001: Die Ermordung des Sikh Balbir Singh Sodhi in Arizona im Nachgang der Anschläge am 11. September ruft internationales Aufsehen hervor.
- 2017: Bei einem Bombenanschlag in der U-Bahn-Station Parsons Green werden in einer vollbesetzten Londoner U-Bahn 30 Menschen verletzt. Die Terrormiliz Islamischer Staat (IS) reklamiert den Anschlag für sich.

### Wirtschaft

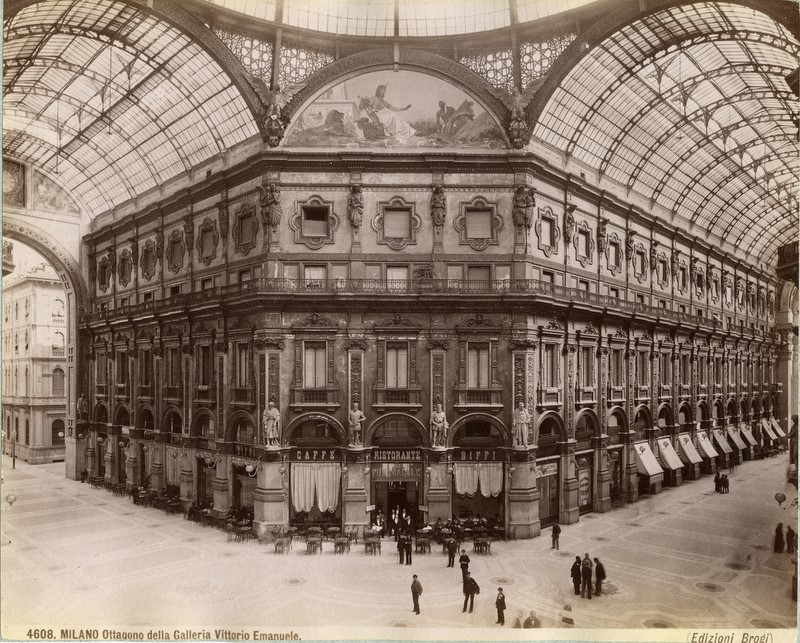
1867: Galleria Vittorio Emanuele II

- 1867: In Mailand eröffnet König Viktor Emanuel II. die nach ihm benannte Einkaufspassage Galleria Vittorio Emanuele II, einen Glanzpunkt europäischen Passagenbaus.
- 1968: Die Hochalpenstraße über das Timmelsjoch wird für den Verkehr freigegeben. Sie verbindet das Ötztal mit dem Passeiertal.
- 1995: In Tokio einigen sich führende Elektronikhersteller auf einen gemeinsamen technischen Standard für DVDs.
- 1997: Die von Larry Page und Sergey Brin an der Stanford University entwickelte Suchmaschine Google geht online.
- 2004: Der Halbleiterhersteller Infineon einigt sich mit dem US-Justizministerium auf eine Strafe von 160 Millionen USD, nachdem sich der Konzern illegaler Preisabsprachen bei Speicherchips (DRAMs) schuldig bekannt hat.
- 2006: Französische Behörden verhaften drei Österreicher: Helmut Elsner, den ehemaligen Generaldirektor der österreichischen BAWAG, unter dem Vorwurf der Untreue, und während einer Pressekonferenz in Monte-Carlo die Vorstandsmitglieder des österreichischen Internet-Wettanbieters Bwin, Manfred Bodner und Norbert Teufelberger. Diesen wird die Organisation illegalen Glücksspiels vorgeworfen.
- 2008: Die durch die weltweite Banken- und Finanzkrise schwer angeschlagene US-Investmentbank Lehman Brothers beantragt nach gescheiterten Rettungsversuchen Gläubigerschutz nach Chapter 11. Zudem wird nach zwei Tagen intensiver Verhandlungen angekündigt, dass die Investmentbank Merrill Lynch durch die Bank of America übernommen werde.

### Wissenschaft und Technik

1830: Eröffnungsfahrt der L&MR-Eisenbahn

- 1830: Mit Eröffnung der Strecke Liverpool–Manchester beginnt das Zeitalter der Dampfeisenbahn. Dabei wird der Politiker William Huskisson von der Lokomotive The Rocket erfasst und tödlich verletzt. Er ist das erste prominente Todesopfer des Eisenbahnbetriebs.
- 1835: Die Beagle mit dem Naturforscher Charles Darwin an Bord erreicht die Galapagosinseln.
- 1966: Gemini 11, an Bord Charles Conrad und Richard Gordon, kehrt nach erfolgreichem Raumflug zur Erde zurück.
- 1969: Dem US-amerikanischen Eisbrecher-Tanker Manhattan gelingt nach knapp vier Wochen die erstmalige Durchquerung der Nordwestpassage ohne Überwinterung.
- 1994: Der Schweizer Astronom Didier Queloz entdeckt den ersten Planeten außerhalb unseres Sonnensystems.
- 1998: Die ICE-Strecke Hannover–Berlin wird in Betrieb genommen.

### Kultur
- 1782: Die opera buffa Il barbiere di Siviglia von Giovanni Paisiello nach dem Schauspiel Le Barbier de Séville von Pierre Augustin Caron de Beaumarchais hat ihre Uraufführung in St. Petersburg. Das Werk ist äußerst erfolgreich, bis es im 19. Jahrhundert durch Rossinis Vertonung des gleichen Stoffs fast vollständig aus dem Repertoire der Opernbühnen verdrängt wird.

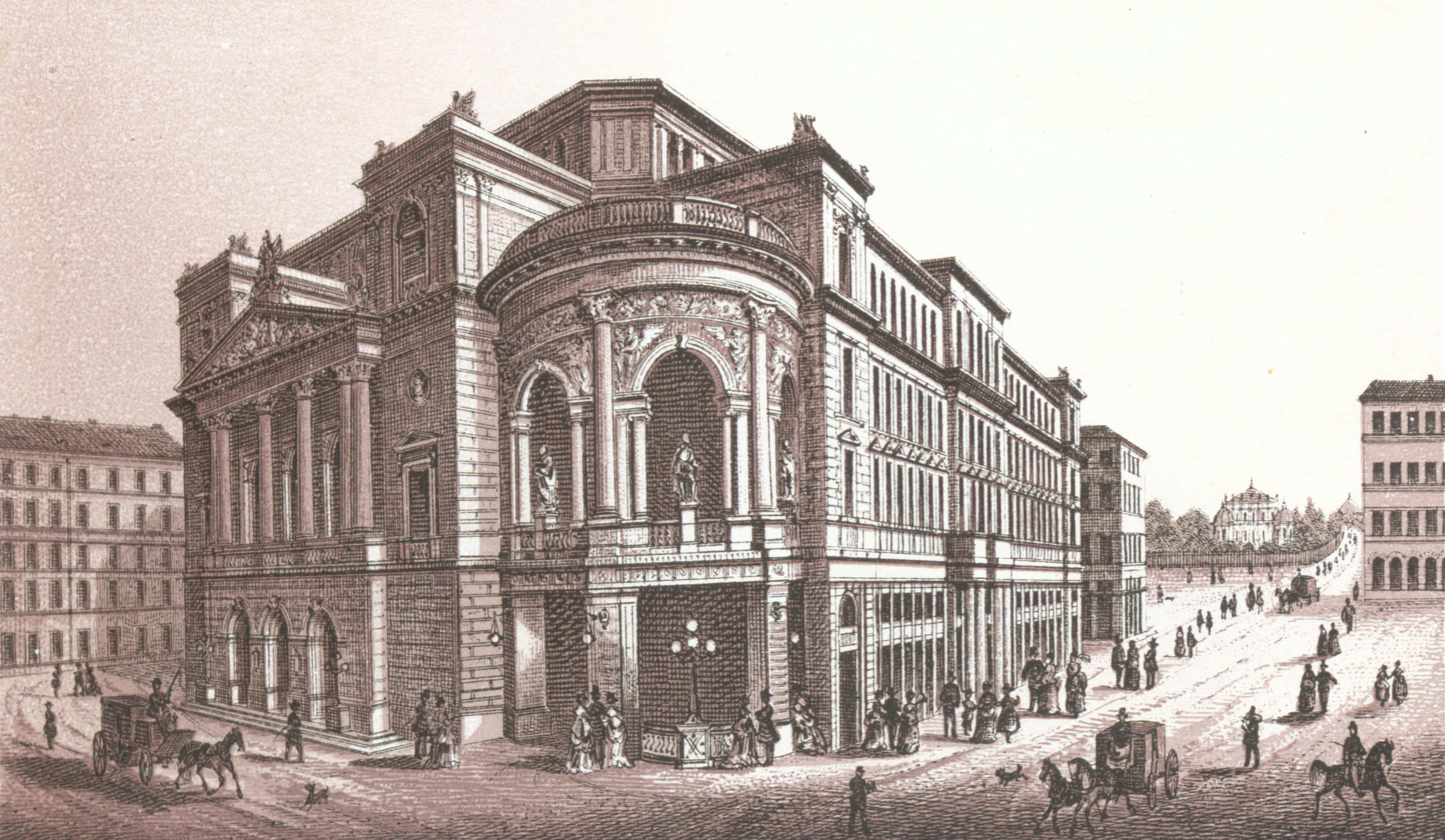
1872: Wiener Stadttheater

- 1872: Das von den Architekten Ferdinand Fellner dem Älteren und Ferdinand Fellner dem Jüngeren für eine private AG des Journalisten Max Friedländer und des Theaterautors und -leiters Heinrich Laube erbaute Wiener Stadttheater mit Schillers Demetrius in einer Bearbeitung Laubes eröffnet.
- 1900: Das Deutsche Schauspielhaus in Hamburg wird auf Initiative vermögender Hamburger Bürger und Unternehmer eröffnet.
- 1930: Die Uraufführung des Films Die Drei von der Tankstelle mit Heinz Rühmann findet in Berlin statt.
- 1968: Die Neue Nationalgalerie, Berlin von Architekt Ludwig Mies van der Rohe wird eröffnet.
- 1973: Die Uraufführung der Oper Yvonne, Prinzessin von Burgund von Boris Blacher findet in Wuppertal statt.
- 1978: Dritte WDR Rockpalast-Nacht in der Grugahalle Essen mit Paul Butterfield Band, Peter Gabriel und Alvin Lees Ten Years Later.
- 1982: USA Today, eine der am häufigsten gelesenen Tageszeitungen der USA, wird gegründet.
- 1984: Bei den Festspielen Balver Höhle in Balve erfolgt die deutsche Erstaufführung des Barockdramas Katharina von Georgien von Andreas Gryphius in der Bearbeitung von Hermann Wedekind.
- 1997: Das Museum of Jewish Heritage in New York City wird eröffnet.
- 2000: Die Wartburg bei Eisenach wird in die Liste des Weltkulturerbes der UNESCO aufgenommen.
- 2002: In Kassel geht die documenta11 mit einem Rekord von 650.000 Besuchern zu Ende.

### Gesellschaft
- 1885: Vermutlich auf Grund eines Weichenfehlers wird P. T. Barnums berühmter Zirkuselefant Jumbo beim Umladen in St. Thomas, Ontario, von einer Lokomotive erfasst. Der Elefant und der Lokomotivführer kommen ums Leben.

### Religion
- 0608: Bonifatius IV. wird als Nachfolger des am 12. November des Vorjahres verstorbenen Bonifatius III. zum Papst gewählt.
- 1514: Thomas Wolsey wird zum Erzbischof von York ernannt.

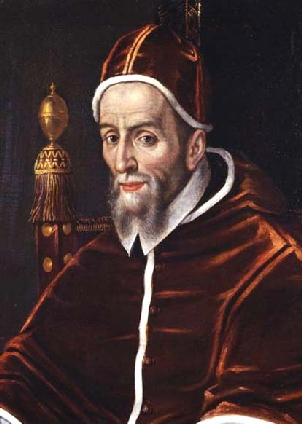
1590: Papst Urban VII.

- 1590: Giovanni Battista Castagna wird zum Papst gewählt und nimmt den Namen Urban VII. an. Noch in der gleichen Nacht erkrankt er schwer, sodass sein Pontifikat nur 12 Tage dauern wird.
- 1644: Giovanni Battista Pamfili wird zum Papst gewählt und nimmt den Namen Innozenz X. an.
- 1666: Der jüdische Religionsgelehrte und selbsternannte Messias Shabbetaj Zvi konvertiert zum Islam.
- 1909: Mit der Berliner Erklärung distanziert sich die lutherische Gemeinschaftsbewegung scharf von der gerade entstehenden Pfingstbewegung.
- 1920: In der Enzyklika Spiritus paraclitus wendet sich Papst Benedikt XV. gegen Fehlversuche der Bibelforschung, ungelöste Fragen um die Heilige Schrift aufklären zu wollen.

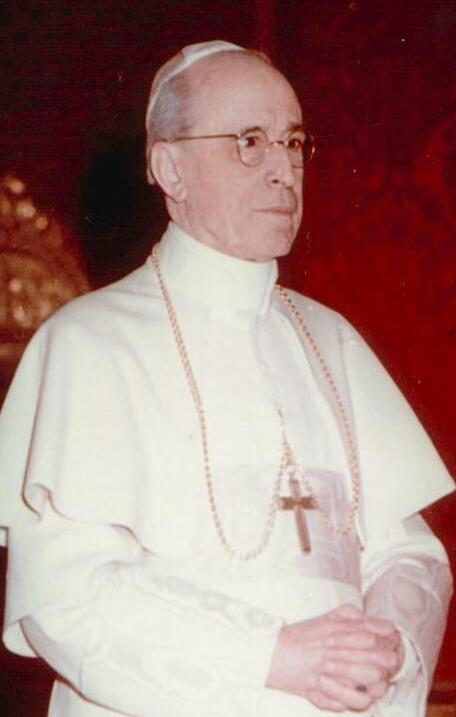
1951: Papst Pius XII.

- 1951: In der Enzyklika Ingruentium malorum äußert sich Papst Pius XII. zum Beten des Rosenkranzes im „Rosenkranzmonat“ Oktober.
- 1965: Gegen Ende des Zweiten Vatikanischen Konzils promulgiert Papst Paul VI. das Motu proprio Apostolica sollicitudo, mit dem die Bischofssynode als repräsentatives Organ des Bischofskollegiums eingerichtet wird.
- 1991: Kurt Krenn übernimmt die Amtsgeschäfte als Bischof der Diözese St. Pölten.
- 1997: Das Konkordat zwischen dem Heiligen Stuhl und Mecklenburg-Vorpommern wird von Erzbischof Giovanni Lajolo und Ministerpräsident Berndt Seite unterzeichnet.

### Katastrophen

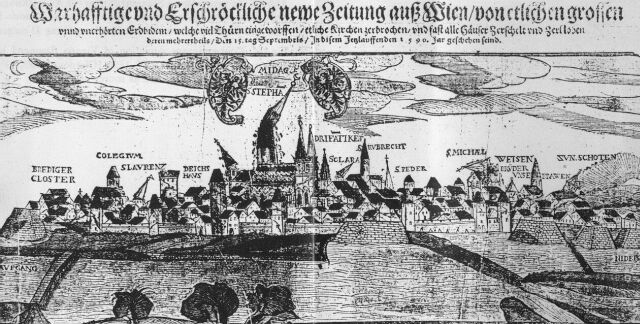
1590: Die Auswirkungen des Erdbebens

- 1590: Ein Erdbeben der geschätzten Stärke 6,0 nach Richter südlich von Neulengbach erschüttert Wien und Niederösterreich.
- 1875: Die Stadt Indianola in Texas wird von einem Hurrikan verwüstet. Zwischen 150 und 300 Menschen kommen ums Leben.
- 1883: Bei einer Überschwemmung in Tarent muss die gesamte Stadt evakuiert werden.

Kleinere Unglücksfälle sind in den Unterartikeln von Katastrophe und in der Liste von Katastrophen aufgeführt.

### Sport
- 1879: In Haarlem wird der erste älteste reine Fußballverein der Niederlande – Haarlemsche Football Club – vom 14-jährigen Pim Mulier gegründet.

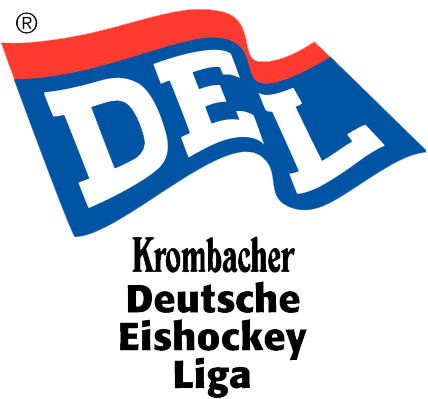
1994: Logo der DEL

- 1994: Die nach dem Vorbild der NHL gebildete Deutsche Eishockey Liga nimmt mit der Begegnung Augsburger Panther – Maddogs München (Endstand 1:6) den Spielbetrieb auf.
- 2000: In Sydney, Australien, werden die XXVII. Olympischen Sommerspiele eröffnet.
- 2001: Auf dem Lausitzring verunglückt der ehemalige Formel-1-Rennfahrer Alessandro Zanardi während eines Cart-Rennens. Er verliert bei dem Unglück beide Beine.

Einträge von Leichtathletik-Weltrekorden befinden sich unter der jeweiligen Disziplin unter Leichtathletik.

## Geboren

### Vor dem 18. Jahrhundert
- 1326: Yolande von Flandern, Regentin der Grafschaft Bar
- 1563: Elisabeth von Anhalt, Kurfürstin von Brandenburg
- 1564: Karl der Ältere von Žerotín, böhmischer Politiker, Autor, und Herrenstandt
- 1572: Erasmus Widmann, deutscher Organist und Komponist
- 1583: Klas Horn, schwedischer Reichsrat und Generalgouverneur von Schwedisch-Pommern
- 1600: Adolf von Schleswig-Holstein-Gottorf, zweiter Sohn des regierenden Herzogs Johann Adolf
- 1608: Johann Caspar Unrath, deutscher Rechtswissenschaftler
- 1613: François de La Rochefoucauld, französischer Schriftsteller
- 1621: Caspar Ziegler, deutscher Jurist und Kirchenlieddichter

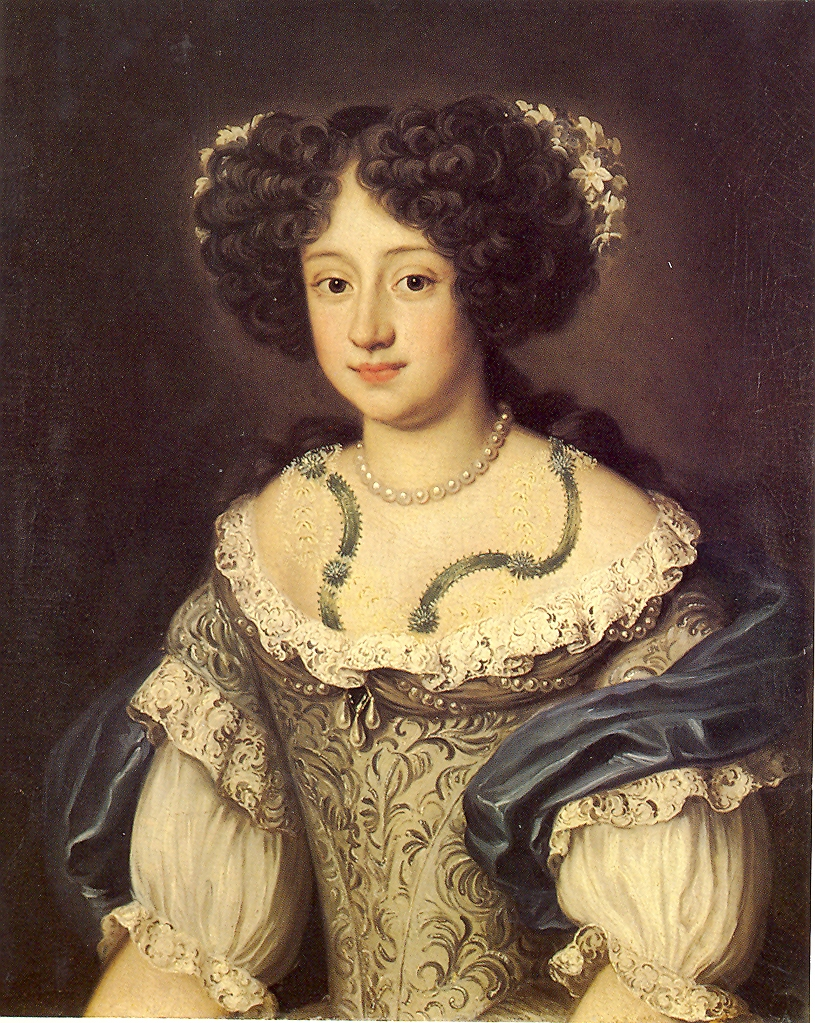
Sophie Dorothea von Braunschweig-Lüneburg (* 1666)

- 1666: Sophie Dorothea von Braunschweig-Lüneburg, Prinzessin von Ahlden
- 1675ː Marie Eleonore von Hessen-Rotenburg, Herzogin von Pfalz-Sulzbach
- 1675: Wachtang VI., georgischer König und Wissenschaftler
- 1676: Stanisław Poniatowski, polnischer Politiker
- 1680: Johann Michael Bretschneider, deutscher Maler
- 1685: Gottfried Kirchhoff, deutscher Organist und Komponist des Barock
- 1687: Gerhard von Holy, deutscher Orgelbauer (Taufdatum)
- 1695: Johann Peter von Montargues, königlich dänischer Generalmajor und Chef des Oldenburger Infanterie-Regiments

### 18. Jahrhundert

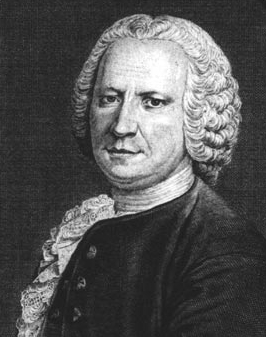
Guillaume-François Rouelle (* 1703)

- 1703: Guillaume-François Rouelle, französischer Chemiker
- 1709: Konrad Friedrich Ernst Bierling, deutscher lutherischer Theologe
- 1711: Heinrich IX., Graf Reuß zu Köstritz, preußischer Minister
- 1715: Jean-Baptiste Vaquette de Gribeauval, französischer Ingenieur und Artilleriegeneral
- 1726: Johann Friedrich Feige, deutscher Bildhauer
- 1728: Carl Wilhelm Müller, mehrfacher Bürgermeister der Stadt Leipzig
- 1736: Jean-Sylvain Bailly, französischer Astronom und erster Bürgermeister von Paris
- 1737: Jakob Philipp Hackert, deutscher Maler
- 1737: Miklós Küzmics, slowenischer Priester und Übersetzer
- 1737: Gottlob Friedrich Ernst Schönborn, deutscher Diplomat in dänischen Diensten
- 1744: Franz Kaspar Lieblein, deutscher Botaniker
- 1746: Karl Gesenius, deutscher Jurist und Sammler
- 1752: Wilhelm Jacob Jagwitz, preußischer Beamter
- 1755: Werner Jasper Andreas von Moltke, dänischer Amtmann der Färöer

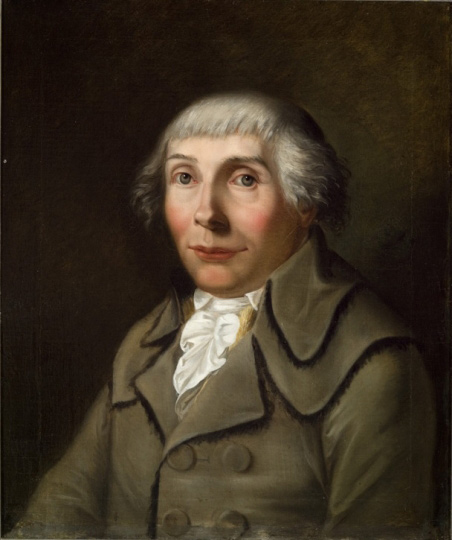
Karl Philipp Moritz (* 1756)

- 1756: Karl Philipp Moritz, deutscher Philosoph, Schriftsteller und Künstler
- 1759: Maximilian Friedrich Scheibler, deutscher Geistlicher
- 1760: Bogislav Friedrich Emanuel von Tauentzien, preußischer General der Infanterie
- 1772: Friedrich Konrad Hornemann, deutscher Afrikaforscher in britischen Diensten
- 1780: Johann Peter Krafft, deutscher Maler
- 1786: Johann Wilhelm Löbell, deutscher Historiker
- 1787: Guillaume Henri Dufour, Schweizer Humanist, General, Politiker, Kartograf, Ingenieur und Mitbegründer des Internationalen Komitees vom Roten Kreuz
- 1787: André Jolivard, französischer Landschaftsmaler
- 1789: James Fenimore Cooper, US-amerikanischer Schriftsteller
- 1792: Archibald Atkinson, US-amerikanischer Politiker
- 1800: Paul Friedrich, Großherzog von Mecklenburg-Schwerin

### 19. Jahrhundert

#### 1801–1850

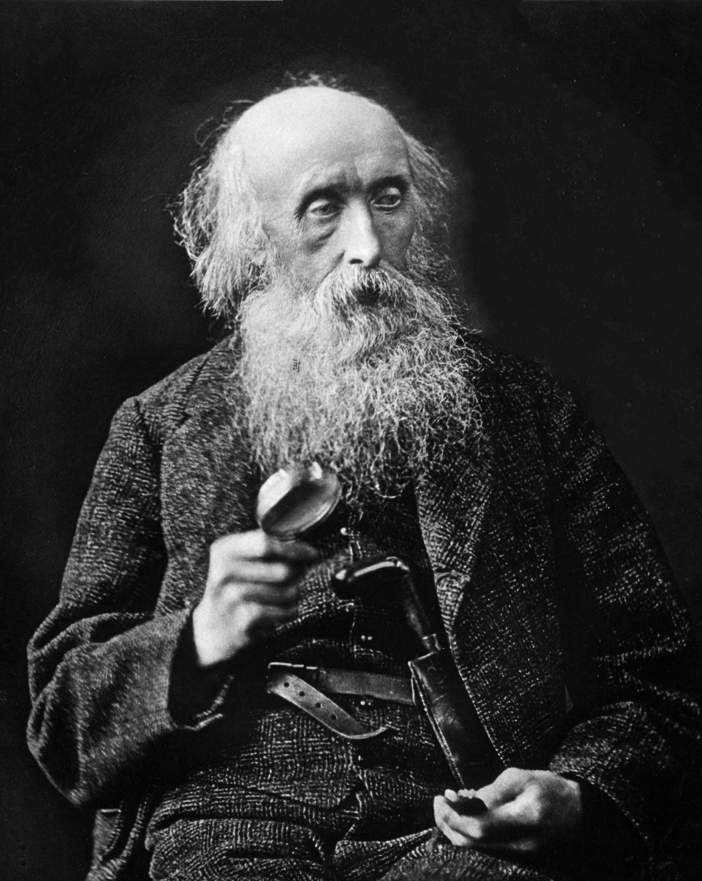
John Hutton Balour (* 1808)

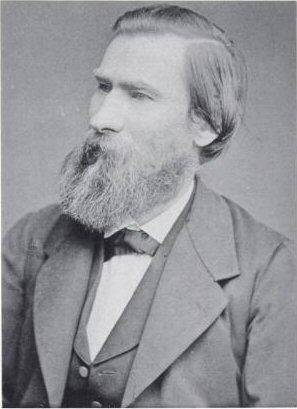
Moritz Lazarus (* 1824)

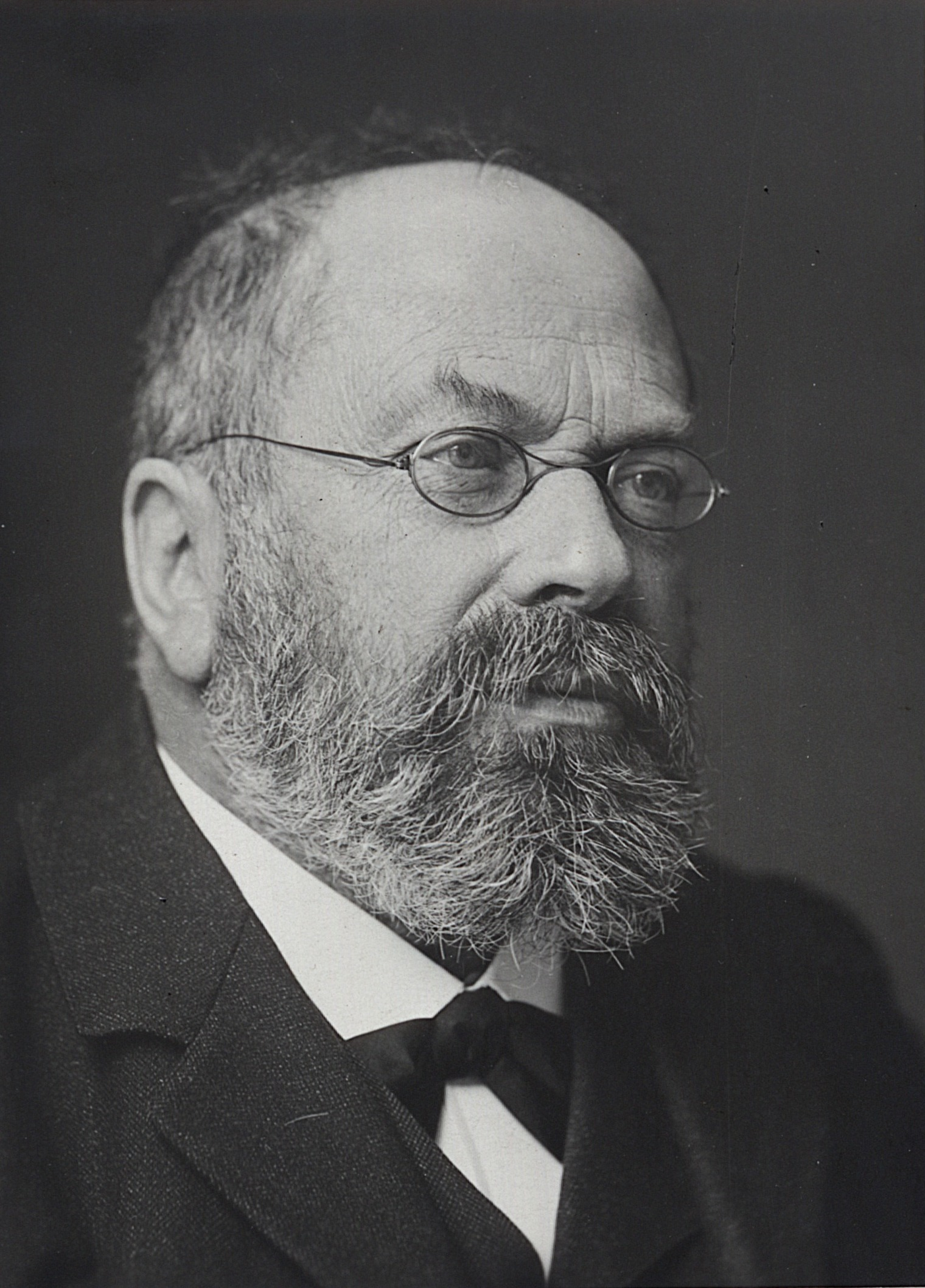
Georg Lunge (* 1839)

- 1804: Eduard Fleck, deutscher Jurist
- 1807: Jan van Boom, niederländischer Komponist, Pianist und Musikpädagoge
- 1808: John Hutton Balfour, britischer Botaniker
- 1808: Louis Clapisson, französischer Komponist
- 1811: Charles de Morny, französischer Politiker
- 1811: Jan Nepomuk Škroup, tschechischer Komponist
- 1814: Ferdinand von Arnim, deutscher Architekt
- 1814: Leopold Knebelsberger, österreichischer Komponist
- 1816: Edouard Wolff, polnischer Pianist und Komponist
- 1819: Jules Pasdeloup, französischer Dirigent
- 1820: Hermann Becker, deutscher Politiker, Oberbürgermeister von Dortmund und Köln
- 1821: Victor Guérin, französischer Forschungsreisender und Amateurarchäologe
- 1822: Moses Petschek, böhmischer Unternehmer
- 1824: Maria Atkinson, neuseeländische Frauenrechtlerin
- 1824: Joseph Hergenröther, deutscher Kardinal und Kirchenhistoriker
- 1824: Moritz Lazarus, deutscher Philosoph
- 1825: Iwakura Tomomi, japanischer Staatsmann
- 1826: Theodor Piderit, deutscher Schriftsteller
- 1827: Karl Rudolf Friedenthal, deutscher Politiker, Jurist und Unternehmer
- 1828: Alexander Michailowitsch Butlerow, russischer Chemiker
- 1830: Porfirio Díaz, mexikanischer Politiker
- 1834: Heinrich von Treitschke, deutscher Historiker und Politiker, MdR
- 1838: Friedrich Wilhelm Franz Nippold, deutscher Theologe, Kirchengeschichtler
- 1839: Georg Lunge, deutscher Chemiker
- 1842: Carl Diercke, deutscher Pädagoge und Kartograf (Diercke-Schulatlas)
- 1842: Theodor Fuchs, österreichischer Geologe, Paläontologe und Museumskustos
- 1845: Andreas Reischek, österreichischer Forschungsreisender, Ethnograph und Ornithologe
- 1846: Oskar von Hase, deutscher Verleger und Buchhändler
- 1847: Ernest Crofts, britischer Maler
- 1847: Friedrich von Schele, deutscher Offizier, Gouverneur von Deutsch-Ostafrika
- 1850: Fritz Kunert, deutscher Politiker
- 1850: Hermann Dechent, deutscher Theologe und Pfarrer

#### 1851–1900

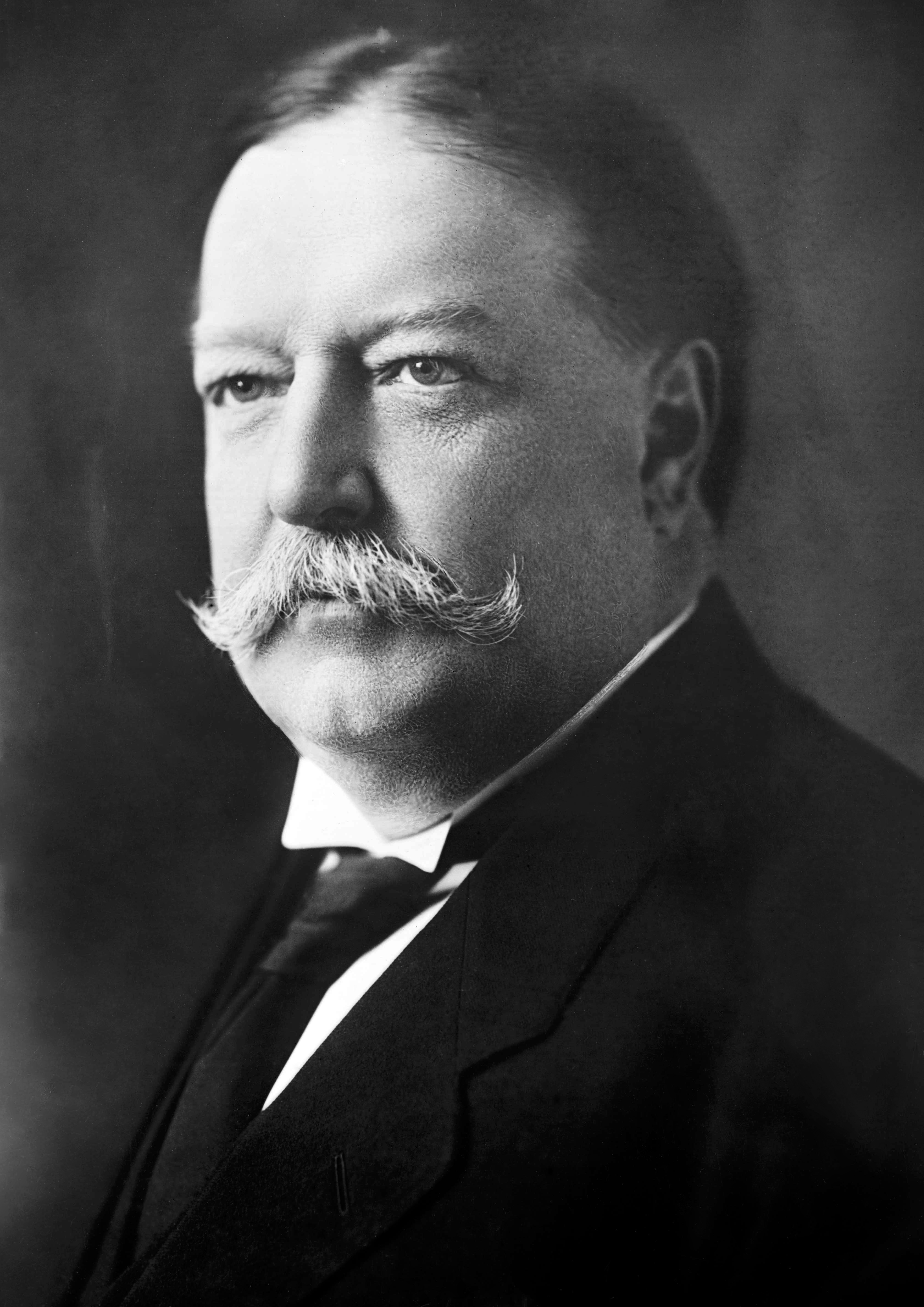
William Howard Taft (* 1857)
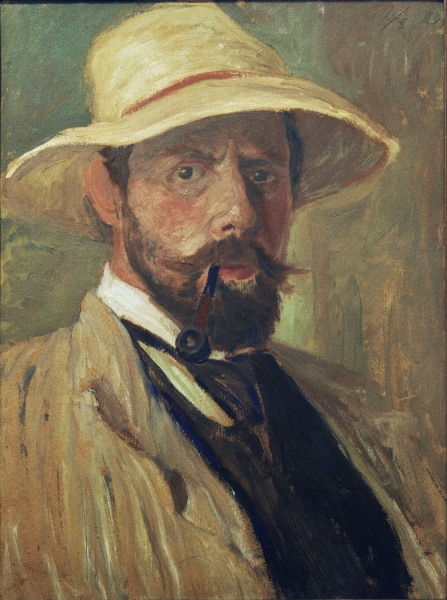
Fritz Overbeck (* 1869)
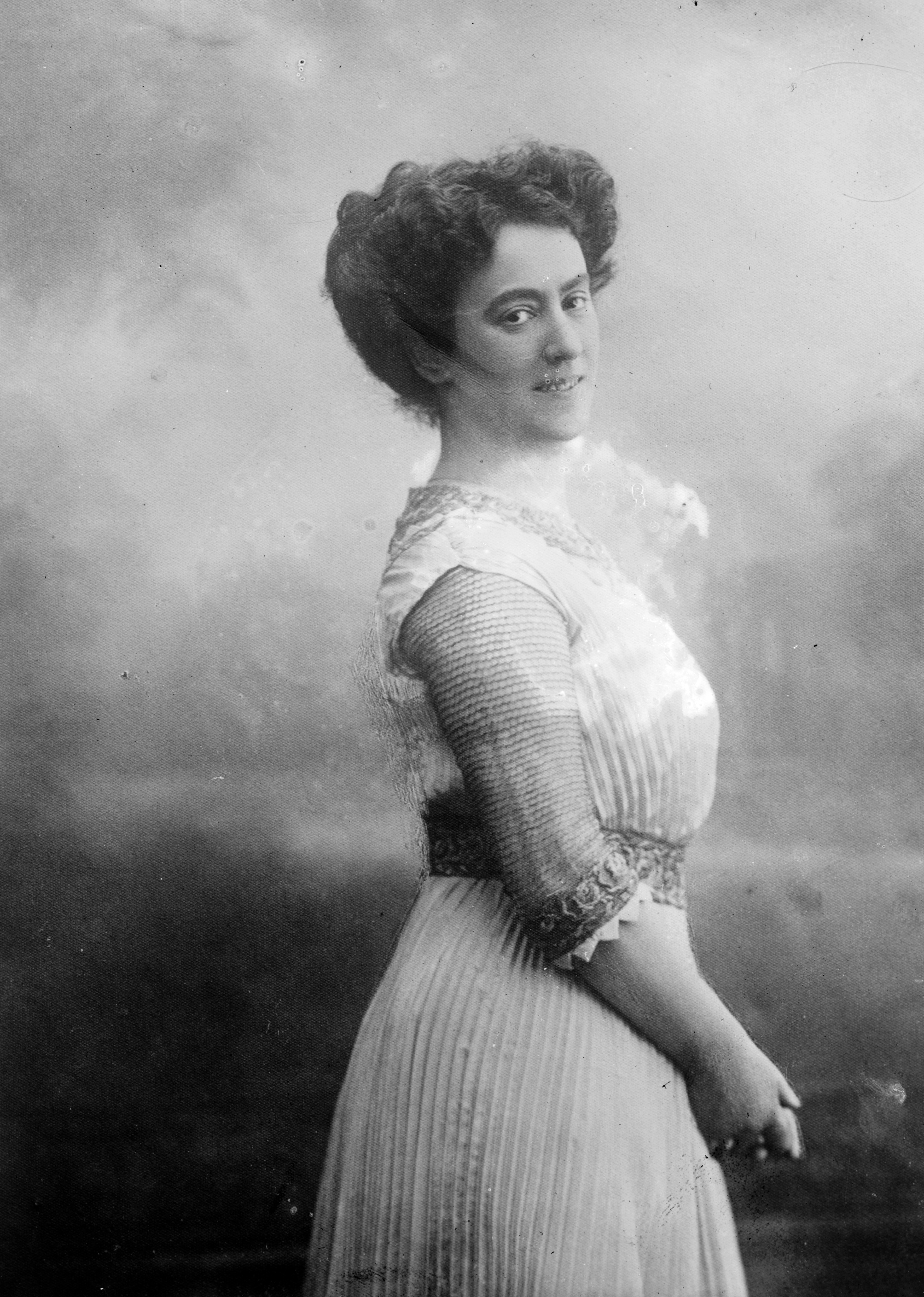
Rahel Hirsch (* 1870)
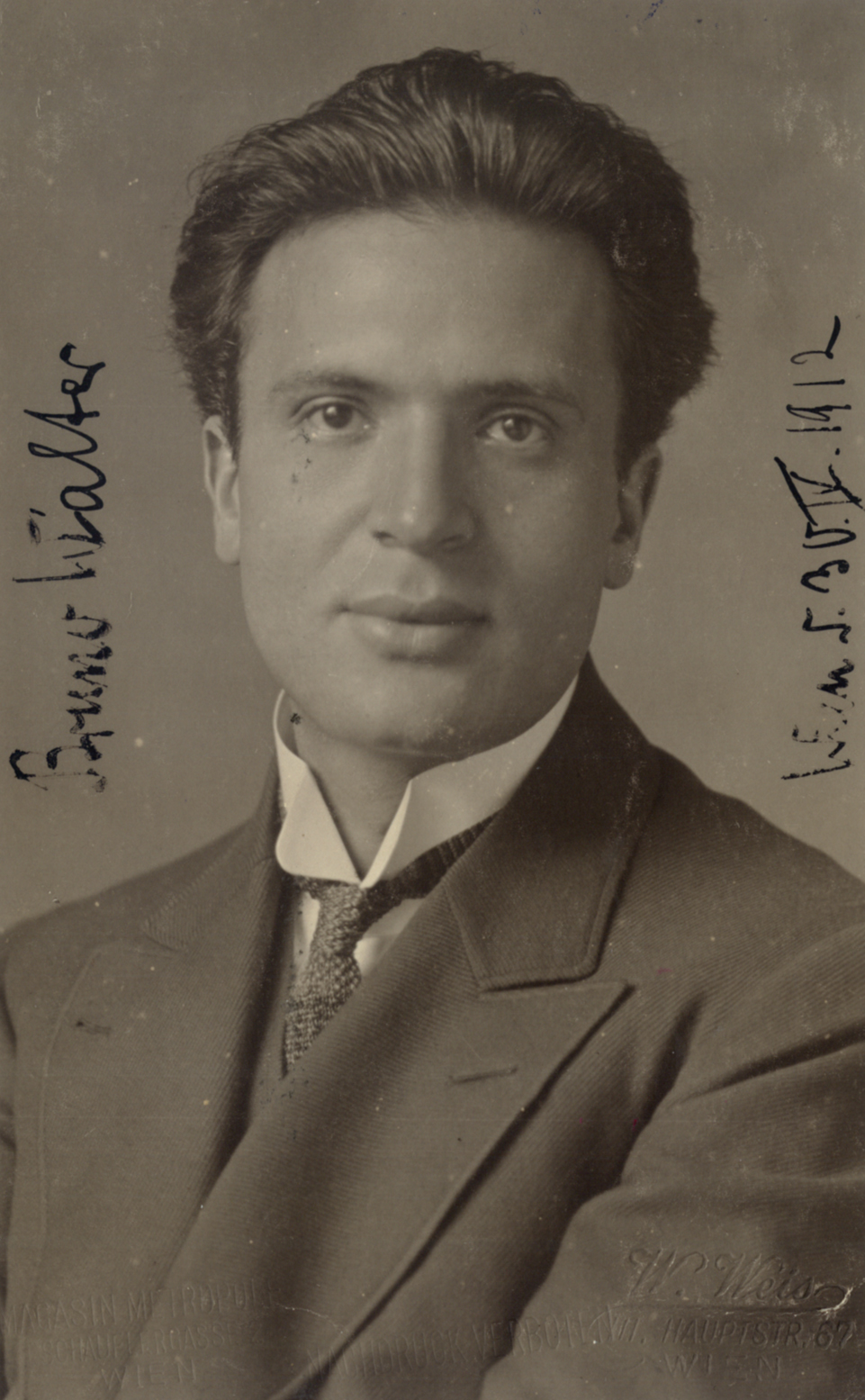
Bruno Walter (* 1876)

- 1855: Johann Ahlhorn, deutscher Politiker, MdR
- 1855: Joseph Cades, deutscher Architekt
- 1856: Karl Emich zu Leiningen-Westerburg-Neuleiningen, deutscher Graf von Leiningen und Husarenoffizier
- 1857: William Howard Taft, US-amerikanischer Jurist und Politiker, 27. US-Präsident
- 1858: Charles de Foucauld, französischer Adliger und Ordensgründer
- 1858: Jenő Hubay, ungarischer Komponist und Violinvirtuose
- 1860ː Luise Wolf, deutsche Literaturübersetzerin, Opfer des Holocaust
- 1861: Henry Appia, Schweizer evangelischer Geistlicher
- 1861: M. Visvesvaraya, indischer Bau- und Wasserbauingenieur
- 1862: Friedrich von Lindequist, deutscher Politiker, Gouverneur von Deutsch-Südwestafrika
- 1863: Horatio Parker, US-amerikanischer Komponist
- 1864: Ernesto Consolo, italienischer Pianist, Musikpädagoge und Komponist
- 1864: Valentin Haecker, deutscher Zoologe
- 1867: Petr Bezruč, tschechischer Schriftsteller und Dichter
- 1869: Fritz Overbeck, deutscher Maler
- 1869: Paul Freye, deutscher Gartenarchitekt und -baudirektor
- 1870: Bruno Donath, deutscher Physiker
- 1870: Rahel Hirsch, deutsche Ärztin, erste Professorin für Medizin im Königreich Preußen
- 1871: Aloys zu Löwenstein-Wertheim-Rosenberg, deutscher Adeliger und Politiker, Präsident des Zentralkomitees der deutschen Katholiken, MdR
- 1872: Ina von Grumbkow, deutsche Abenteurerin und Autorin
- 1873: Nikolaus Tietjen, deutscher Kommunalpolitiker
- 1873: Otto Wels, deutscher Politiker, MdR
- 1875: Henry D. Hatfield, US-amerikanischer Politiker
- 1875: James Jackson, schottisch-australischer Fußballspieler
- 1876: Bruno Walter, US-amerikanischer Dirigent, Pianist und Komponist
- 1876: Nikolai Grigorjewitsch Sergejew, russischer Tänzer
- 1877: Wilhelm Adam, deutscher General

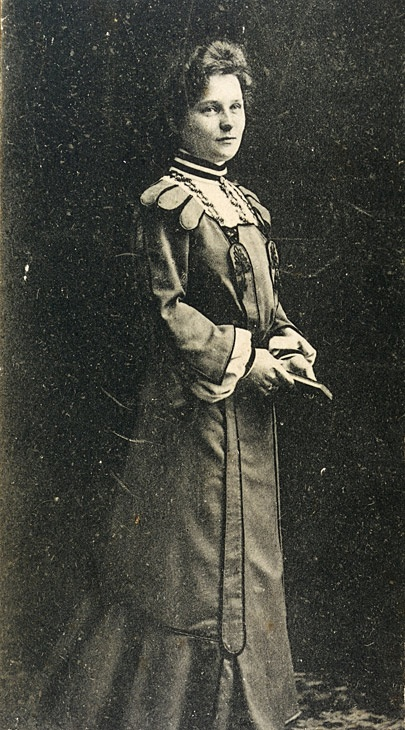
Grete Beier (* 1885)
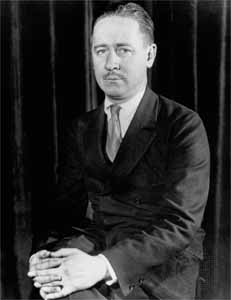
Robert Benchley (* 1889)
Agatha Christie (* 1890)
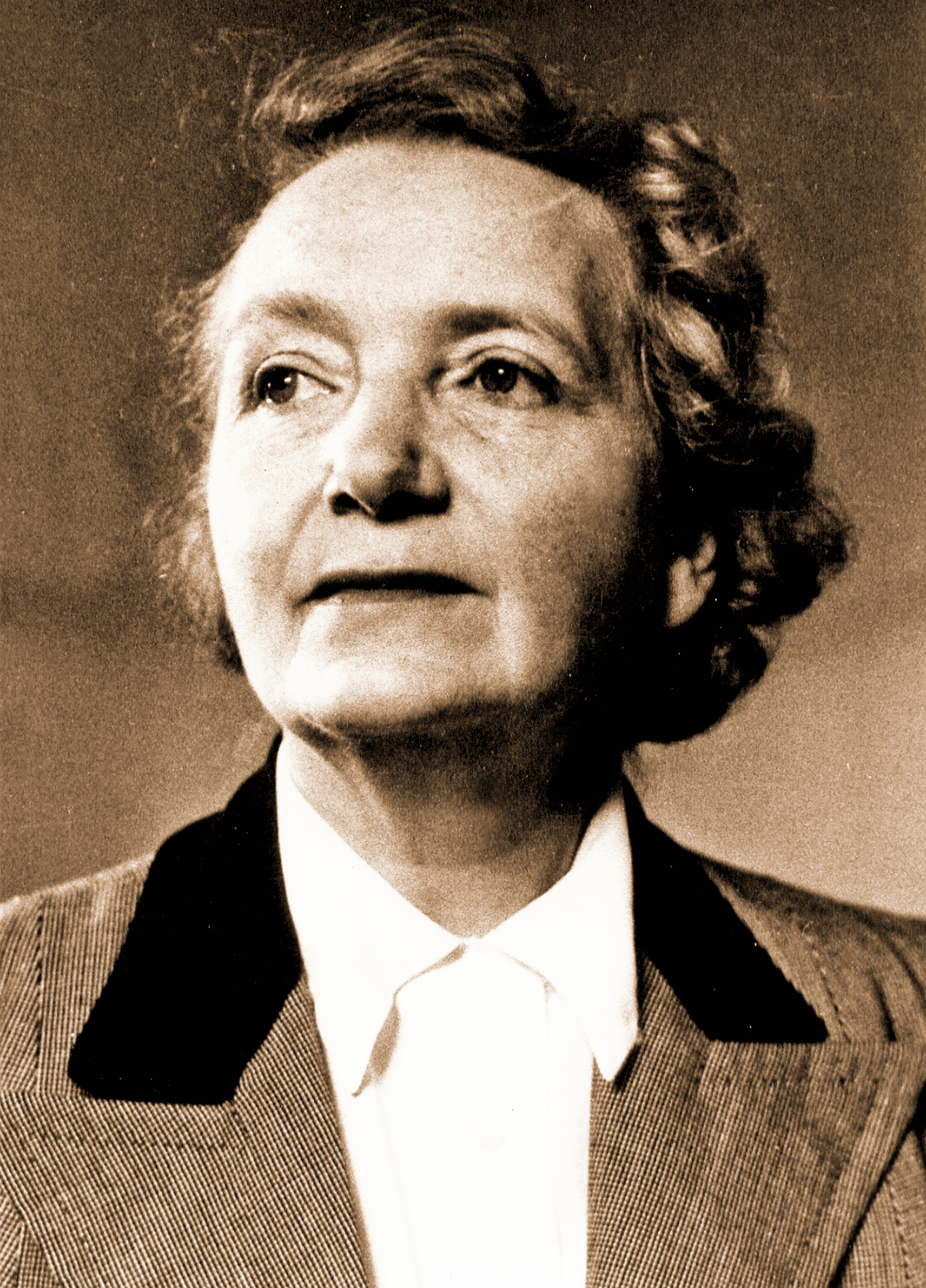
Tamara Ramsay (* 1895)

- 1878: Detlev von Arnim-Kröchlendorff, deutscher Politiker
- 1879: Anna Essinger, deutsche Pädagogin
- 1879: Franz Gessner, österreichischer Architekt
- 1881: Ettore Bugatti, italienischer Automobilfabrikant und Konstrukteur
- 1882: Otto Weddigen, deutscher U-Boot-Kommandant
- 1883: John Peebles Conn, schottischer Violinist, Dirigent und Musikpädagoge
- 1883: Julius Pinschewer, deutscher Filmproduzent
- 1884: Floro Ugarte, argentinischer Komponist
- 1885: Jafar al-Askari, osmanischer Offizier
- 1885: Grete Beier, deutsche Mörderin
- 1885: Ina Seidel, deutsche Schriftstellerin und Lyrikerin
- 1886: Paul Lévy, französischer Mathematiker
- 1886: Wilhelm Schürer, deutscher Architekt
- 1887: Carlos Dávila Espinoza, chilenischer Präsident, Diplomat und Journalist
- 1888: Hans Christoph Ade, deutscher Schriftsteller
- 1888: Antonio Ascari, italienischer Automobilrennfahrer
- 1889: Robert Benchley, US-amerikanischer Humorist, Theaterkritiker und Schauspieler
- 1889: Joseph Erxleben, US-amerikanischer Langstreckenläufer
- 1890: Agatha Christie, britische Schriftstellerin
- 1890: Frank Martin, Schweizer Komponist
- 1891: Hans Kohn, österreichisch-US-amerikanischer Historiker und Zionist
- 1891: Moscheh Ya’akov Ben-Gavriêl, israelischer Schriftsteller
- 1891ː Elvira Sanders-Platz, deutsche getaufte Jüdin, Opfer des Holocaust
- 1892: Silpa Bhirasri, italienisch-thailändischer Bildhauer
- 1894: Herbert Windt, deutscher Komponist
- 1894: Jean Renoir, französischer Filmregisseur und Drehbuchautor
- 1895: Tamara Ramsay, deutsche Kinderbuchschriftstellerin
- 1895: Walter Spies, deutscher Maler und Musiker
- 1896: Hilda Heinemann, deutsche Stiftungsgründerin und Schirmherrin, Ehefrau von Gustav Heinemann
- 1896: Theodor Haubach, deutscher Journalist und Politiker, Widerstandskämpfer
- 1897: Kurt Daluege, deutscher General der Ordnungspolizei, Kriegsverbrecher
- 1897: Theodor Adrian von Renteln, deutscher Politiker
- 1898: John Amen, US-amerikanischer Staatsanwalt
- 1898: Eddie Gottlieb, russisch-US-amerikanischer Unternehmer
- 1900: Karl Julius Anselmino, deutscher Gynäkologe und Geburtshelfer
- 1900: Lilian Elkington, englische Komponistin, Pianistin und Organistin

### 20. Jahrhundert

#### 1901–1925

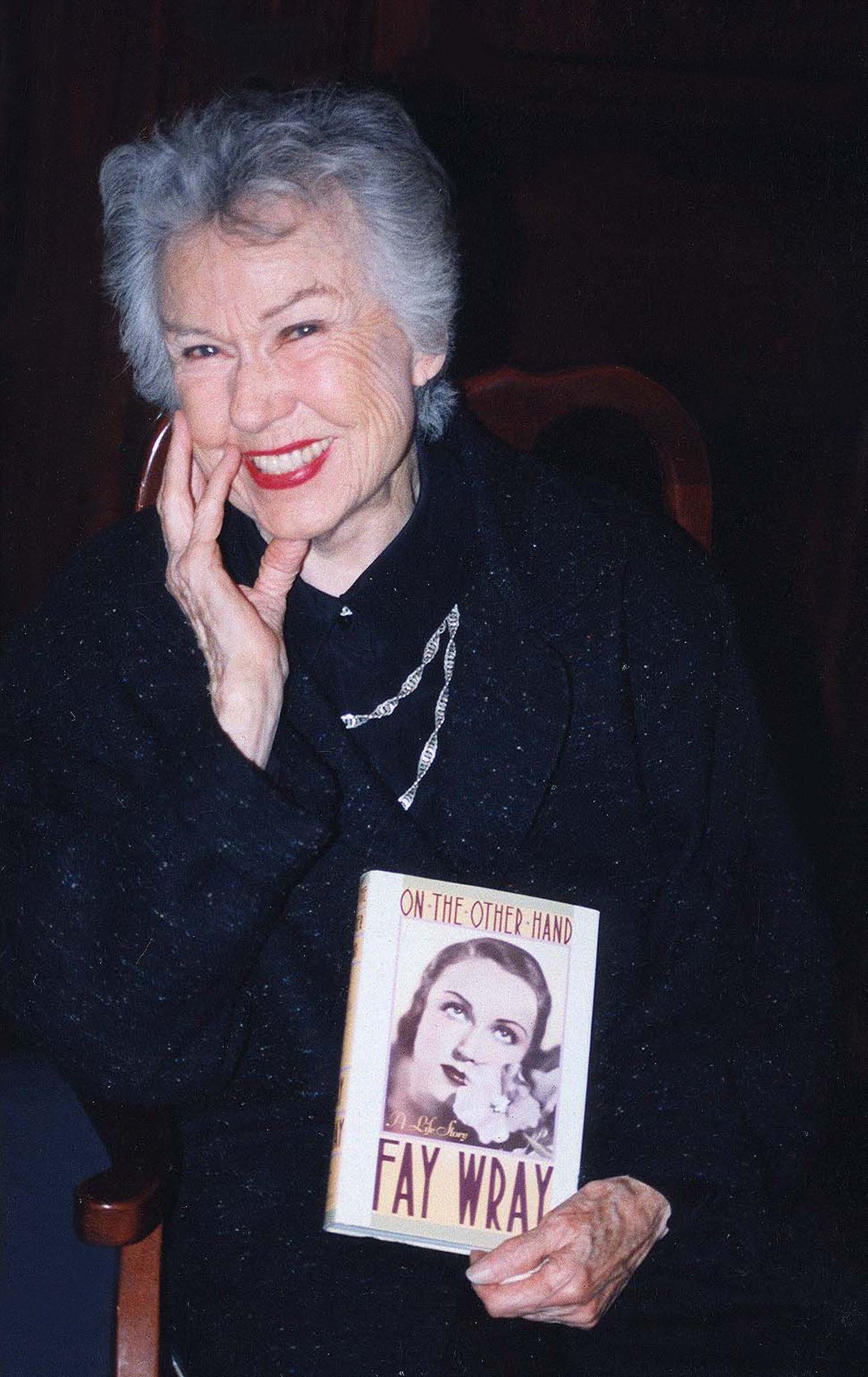
Fay Wray (* 1907)

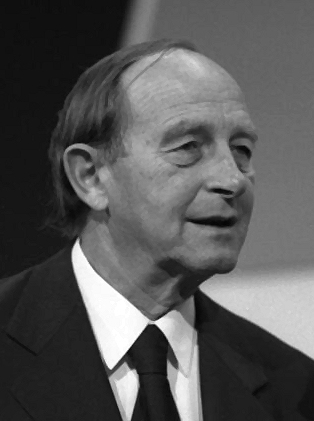
Hans Filbinger (* 1913)

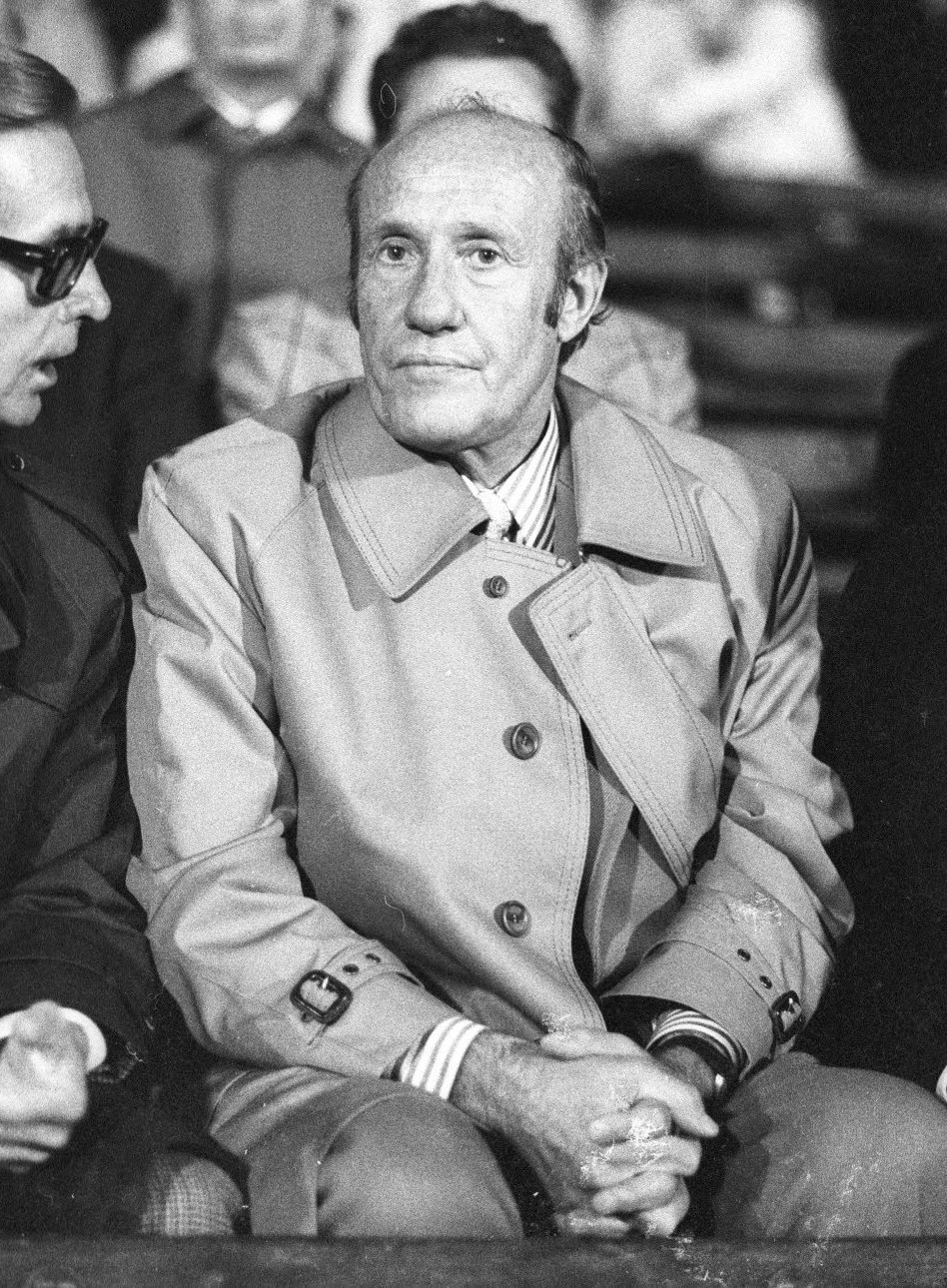
Helmut Schön (* 1915)

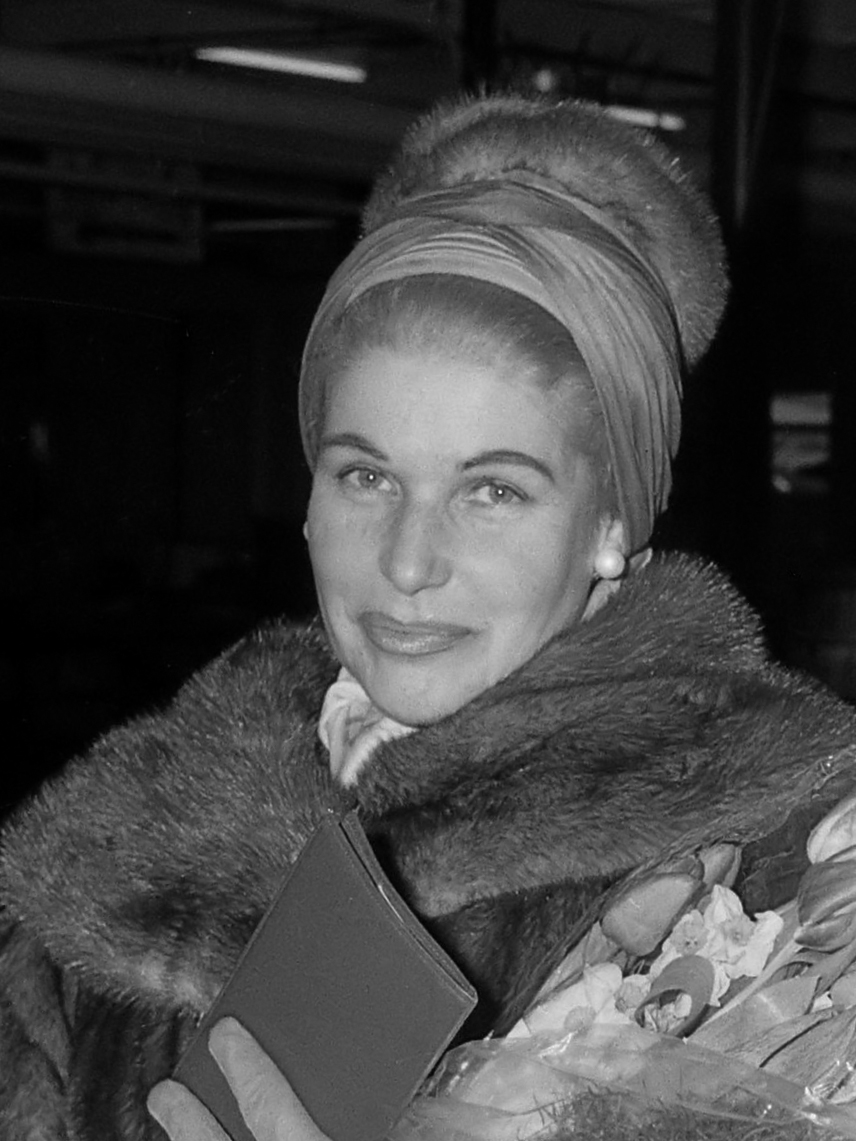
Hilde Güden (* 1917)

- 1901: Walter Bader, deutscher Archäologe und Denkmalschützer
- 1901: Liselotte Welskopf-Henrich, deutsche Schriftstellerin und Althistorikerin
- 1902: Fritz Riemann, deutscher Psychoanalytiker
- 1903: Roy Acuff, US-amerikanischer Sänger und Songschreiber, Countrymusiker
- 1903: Israel Kristal, polnisch-israelischer Holocaustüberlebender
- 1904: Umberto II., letzter König von Italien
- 1905: Pat O’Callaghan, irischer Hammerwerfer, Olympiasieger
- 1906: Jacques Becker, französischer Filmregisseur
- 1906: Irving Jaffee, US-amerikanischer Eisschnellläufer
- 1907: Alfred Delp, deutscher Jesuit und Widerstandskämpfer
- 1907: Fay Wray, US-amerikanische Schauspielerin
- 1908: Gerd Gaiser, deutscher Schriftsteller
- 1908: Günther Herrmann, deutscher Jurist und SS-Führer
- 1909: C. N. Annadurai, indischer Politiker und Autor
- 1909: Manutschehr Eghbal, iranischer Minister und Premierminister
- 1909: Hans-Jürgen Nierentz, deutscher Schriftsteller und Fernsehintendant
- 1910: Patricia Blomfield Holt, kanadische Komponistin, Musikpädagogin und Pianistin
- 1910: Kazimierz Mijal, polnischer Politiker, Dissident und antifaschistischer Widerstandskämpfer
- 1911: Emil Botta, rumänischer Schauspieler und Lyriker
- 1911: Franz Lucas, deutscher KZ-Arzt
- 1911: Joseph Pevney, US-amerikanischer Regisseur, Schauspieler, Produzent und Drehbuchautor
- 1911: Wolfgang Schulte, deutscher Maler und Grafiker
- 1912: Mario Camorani, italienischer Schachkomponist
- 1912: Gisela Hernández Gonzalo, kubanische Musikwissenschaftlerin und Komponistin
- 1913: Henry Brant, US-amerikanischer Komponist
- 1913: Hans Filbinger, deutscher Politiker, Ministerpräsident von Baden-Württemberg
- 1913: Johannes Steinhoff, deutscher Luftwaffenoffizier
- 1914: Creighton W. Abrams, US-amerikanischer General
- 1914: Adolfo Bioy Casares, argentinischer Schriftsteller
- 1914: Jens Otto Krag, dänischer Politiker, Ministerpräsident
- 1914: Will Quadflieg, deutscher Theaterschauspieler
- 1914: Christophe Senft, Schweizer evangelischer Geistlicher und Hochschullehrer
- 1915: Meindert Boekel, niederländischer Komponist und Dirigent
- 1915: Helmut Schön, deutscher Fußballspieler und -trainer
- 1916: Rupprecht Bernbeck, deutscher Mediziner und Philosoph
- 1916: Ettore Puricelli, uruguayisch-italienischer Fußballspieler und -trainer
- 1917: Richard Arnell, britischer Komponist und Dirigent
- 1917: Hilde Güden, österreichische Koloratursopranistin und Kammersängerin
- 1919: Fausto Coppi, italienischer Radrennfahrer
- 1919: Gerhard Klampäckel, deutscher Maler, Grafiker und Plastiker
- 1920: Hans-Arnold Stahlschmidt, deutscher Jagdflieger
- 1921: Hugo Collet, deutscher Politiker
- 1921: Jan Frank Fischer, tschechischer Komponist, Musikwissenschaftler, Schriftsteller und Übersetzer
- 1921: Mosche Schamir, israelischer Schriftsteller
- 1922: Jackie Cooper, US-amerikanischer Schauspieler

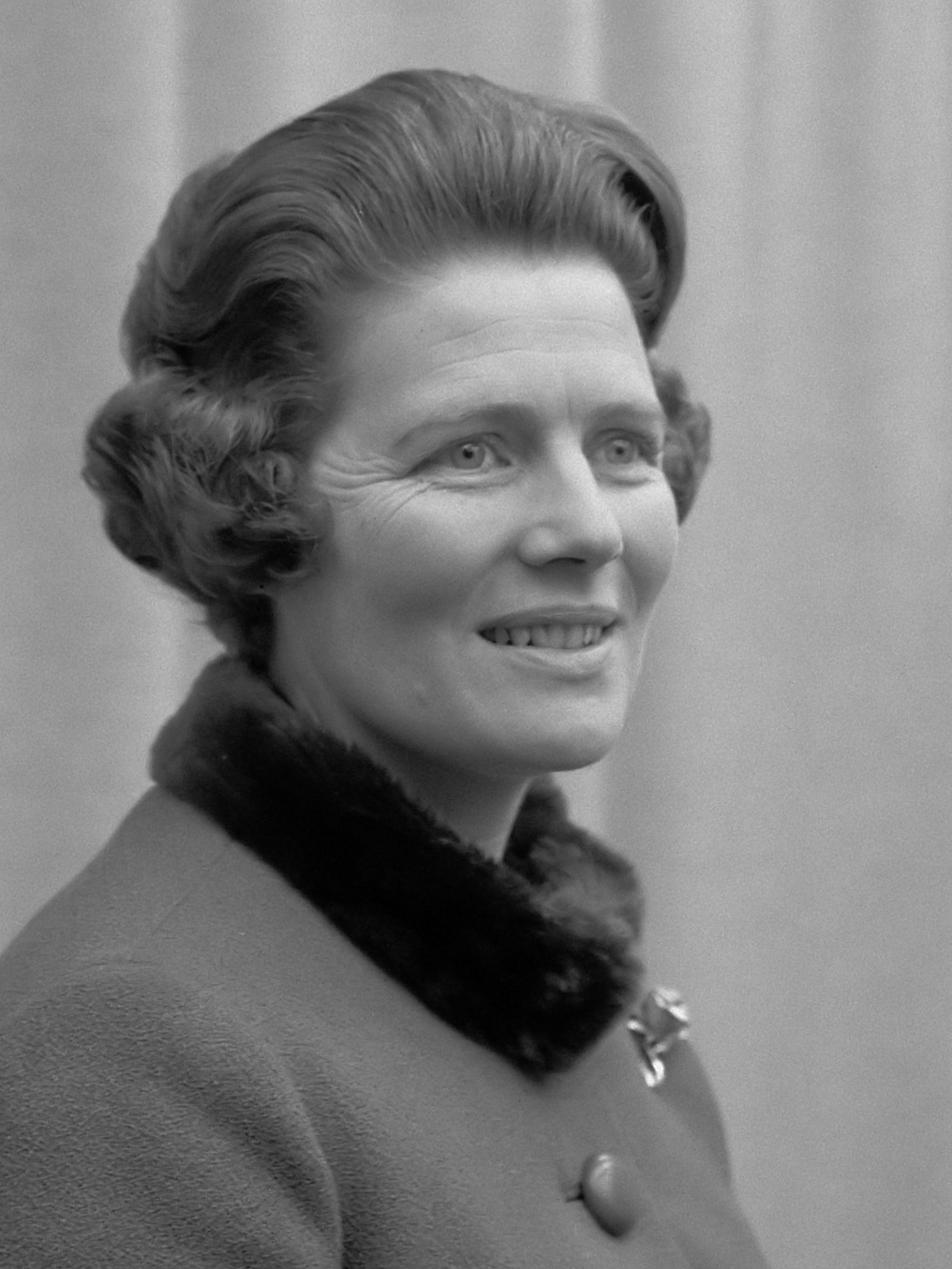
Mary Soames (* 1922)

- 1922: Mary Soames, britische Autorin, Tochter von Winston Churchill
- 1923: Anton Heiller, österreichischer Komponist, Organist und Musikpädagoge
- 1923: Hamlet Lima Quintana, argentinischer Schriftsteller und Musiker
- 1924: Lucebert, niederländischer Maler und Schriftsteller
- 1925: Lino Fayen, venezolanischer Unternehmer und Automobilrennfahrer
- 1925: Robert Hoernschemeyer, US-amerikanischer American-Football-Spieler
- 1925: Erika Köth, deutsche Kammersängerin und Sopranistin
- 1925: Helle Virkner, dänische Schauspielerin

#### 1926–1950

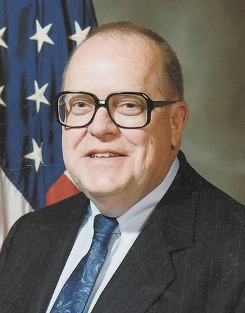
Ed Derwinski (* 1926)

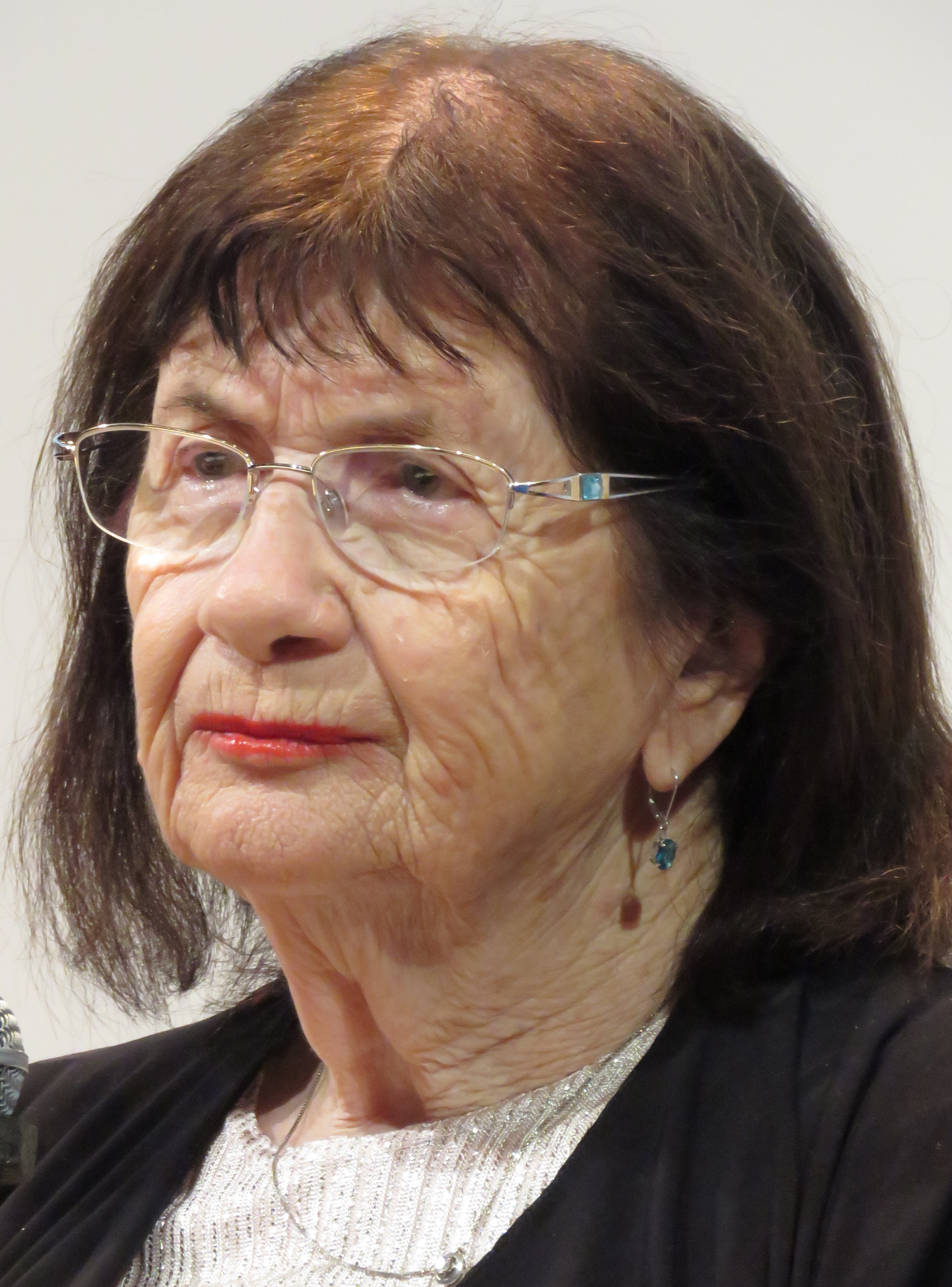
Halina Birenbaum (* 1929)

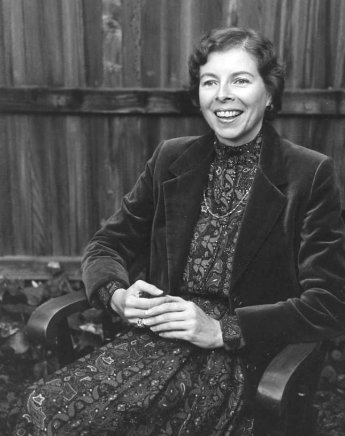
Ann Bannon (* 1932)

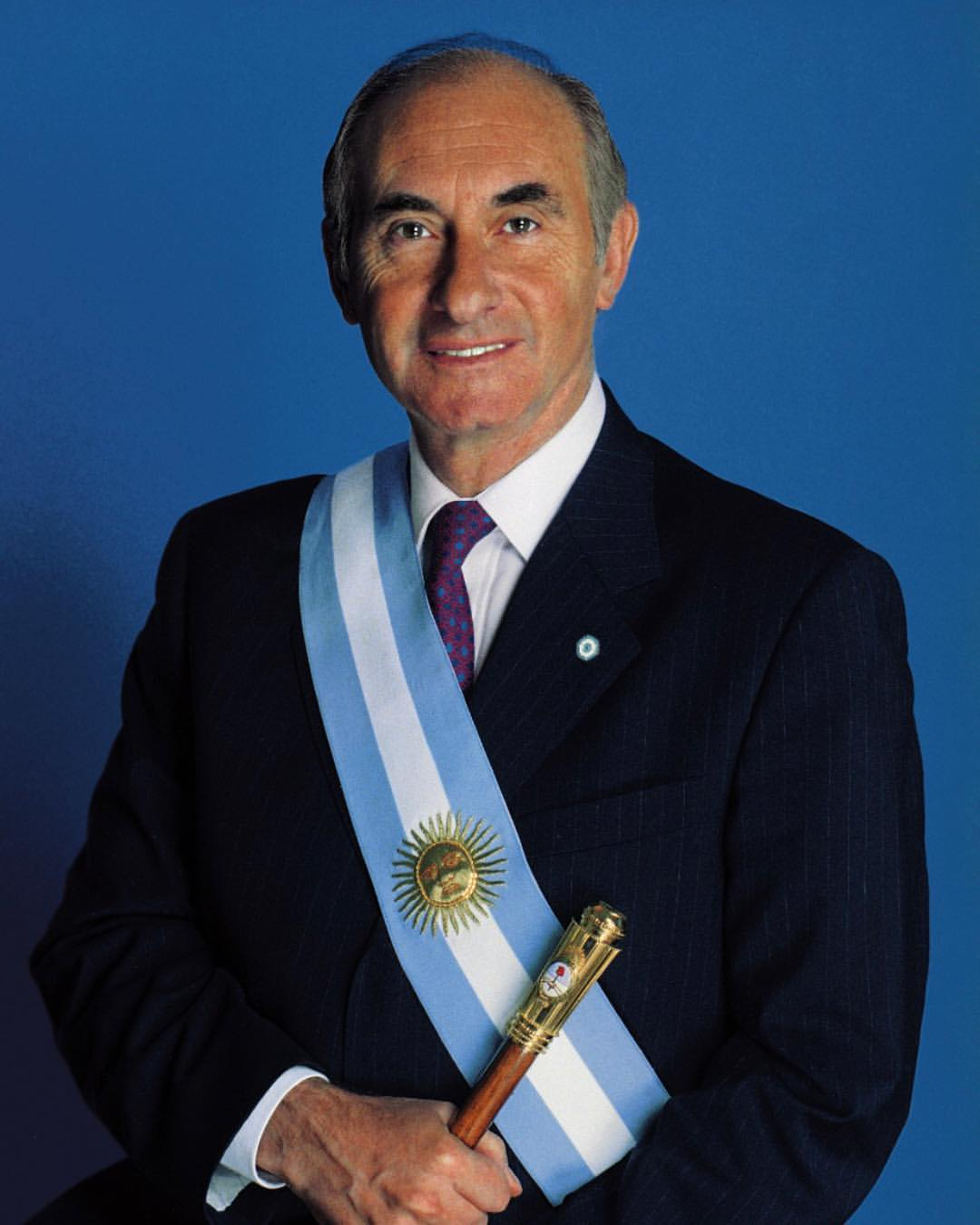
Fernando de la Rúa (* 1937)

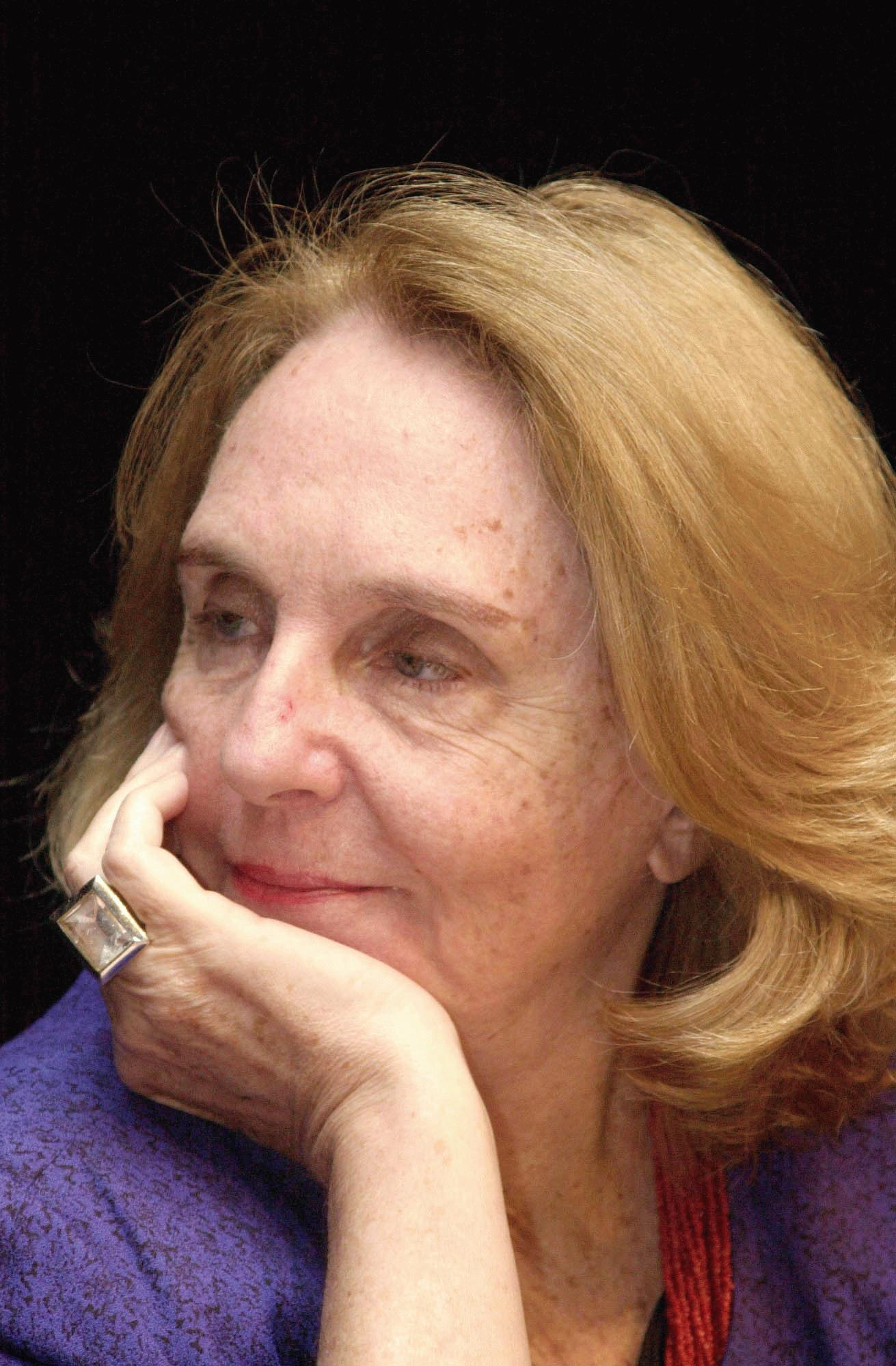
Lya Luft (* 1938)

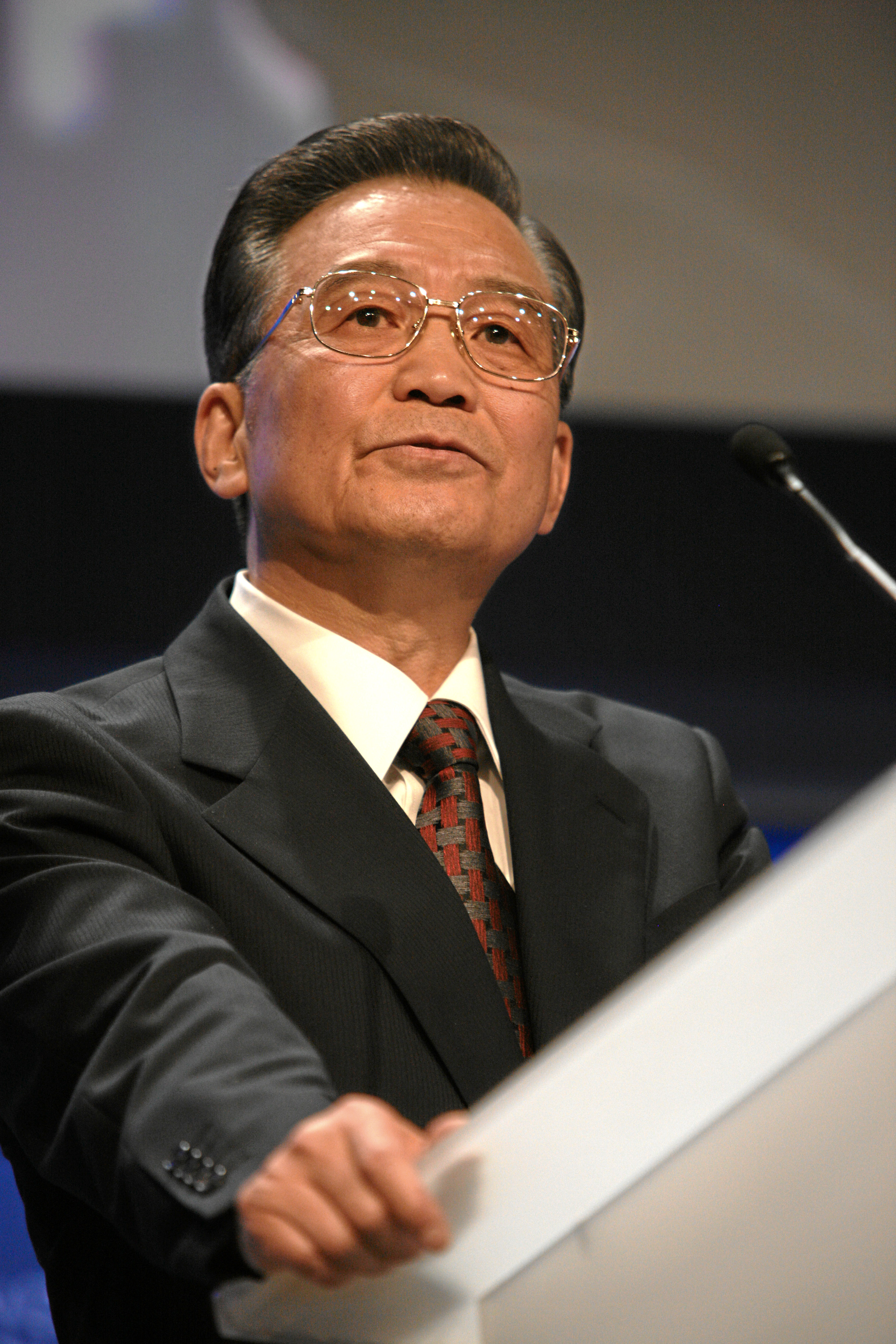
Wen Jiabao (* 1942)

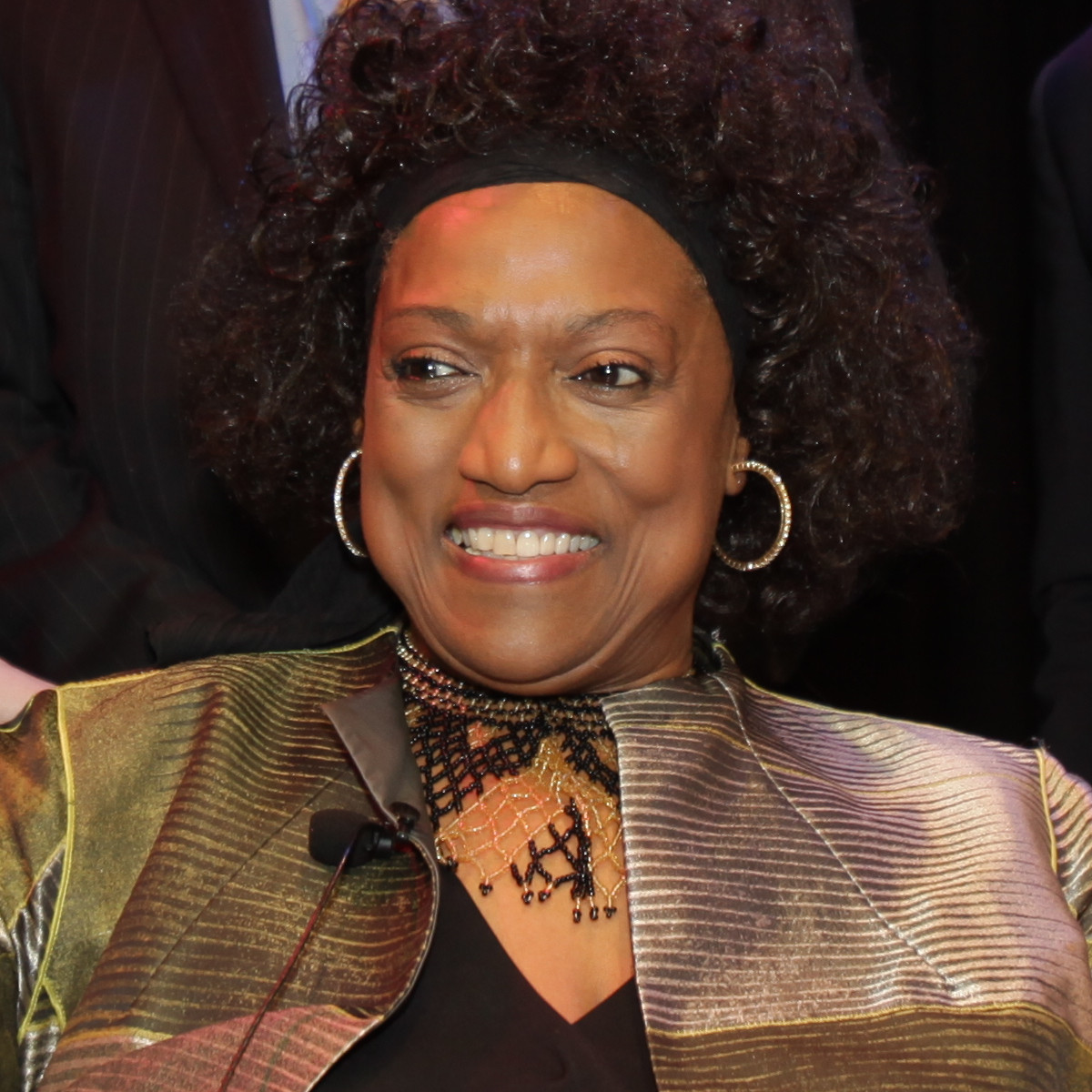
Jessye Norman (* 1945)

- 1926: Ed Derwinski, US-amerikanischer Politiker
- 1926: Shōhei Imamura, japanischer Regisseur
- 1926: Jewgeni Borissowitsch Samsonow, sowjetischer Ruderer und Rudertrainer, Olympiamedaillengewinner
- 1926: Jean-Pierre Serre, französischer Mathematiker
- 1927: Rudolf Anderson, US-amerikanischer Pilot und Offizier
- 1927: Eberhard Stüber, österreichischer Biologe
- 1928: Cannonball Adderley, US-amerikanischer Jazz-Altsaxophonist
- 1929: Halina Birenbaum, polnisch-israelische Schriftstellerin und Übersetzerin
- 1929: Johannes Dyba, deutscher römisch-katholischer Theologe und Diplomat, Bischof von Fulda
- 1929: Murray Gell-Mann, US-amerikanischer Physiker, Nobelpreisträger
- 1930: Ondrej Bendík, slowakischer Eishockey-Trainer
- 1932: Frank Arlig, deutscher Schriftsteller, Journalist und Verleger
- 1932: Ann Bannon, US-amerikanische Schriftstellerin
- 1932: Charles Paul Wilp, deutscher Künstler, Fotograf und Kurzfilmregisseur
- 1933: Rafael Frühbeck de Burgos, spanischer Dirigent
- 1933: Henry Darrow, US-amerikanischer Schauspieler
- 1934: Mehmed Emîn Bozarslan, kurdischer Schriftsteller
- 1935: Gerold von Braunmühl, deutscher Diplomat, Mordopfer
- 1935: Petra Schürmann, deutsche Fernsehmoderatorin und Schauspielerin, Miss World 1956
- 1936: Ashley Cooper, australischer Tennisspieler
- 1936: Heinrich Holl, deutscher Brigadegeneral
- 1936: Jurij Koch, sorbischer Schriftsteller
- 1936: Knuts Skujenieks, lettischer Dichter
- 1936: Jürgen Timm, deutscher Politiker, MdB
- 1936: Lothar Warneke, deutscher Regisseur und Drehbuchautor
- 1937: Fernando de la Rúa, argentinischer Staatspräsident
- 1937: Robert E. Lucas, US-amerikanischer Ökonom
- 1938: Alain Abbott, französischer Akkordeonist und Komponist
- 1938: Lya Luft, brasilianische Schriftstellerin und Übersetzerin
- 1938: Gaylord Perry, US-amerikanischer Baseballspieler
- 1939: Gerhard Dobesch, österreichischer Althistoriker, Keltologe und Altphilologe
- 1939: Hartmuth Wrocklage, deutscher Jurist und Politiker
- 1940: Klaus Guth, deutscher Schauspieler
- 1940: Chris Menges, britischer Kameramann und Filmregisseur
- 1940: Merlin Olsen, US-amerikanischer American-Football-Spieler und Schauspieler
- 1940: Max Rauscher, österreichischer Politiker
- 1940: Mária Róka, ungarische Kanutin
- 1940: Norman Spinrad, US-amerikanischer Science-Fiction Autor
- 1941: Ruedi Aeschbacher, Schweizer Politiker
- 1941: Flórián Albert, ungarischer Fußballspieler
- 1941: Mirosław Hermaszewski, polnischer Kosmonaut, Pilot, polnischer Politiker
- 1942: Thomas Astan, deutscher Ordenspriester und Schauspieler
- 1942: Ruth Feldgrill-Zankel, österreichische Politikerin
- 1942: Wen Jiabao, chinesischer Politiker; Ministerpräsident
- 1943: Shin’ichirō Ikebe, japanischer Komponist
- 1944: Otto Ebnet, deutscher Politiker
- 1944: Roger Dorchy, französischer Automobilrennfahrer
- 1944: Jürgen Schrempp, deutscher Industriemanager
- 1944: Graham Taylor, englischer Fußballspieler und -trainer
- 1945: Roy Brocksmith, US-amerikanischer Schauspieler
- 1945: Carmen Maura, spanische Schauspielerin
- 1945: Jessye Norman, US-amerikanische Sängerin
- 1945: Hans-Gert Pöttering, deutscher Politiker
- 1946: Tommy Lee Jones, US-amerikanischer Schauspieler
- 1946: Cornelia Schmaus, deutsche Schauspielerin
- 1946: René Schoenenberger, Schweizer Schauspieler
- 1946: Oliver Stone, US-amerikanischer Filmregisseur
- 1946: Howard Waldrop, US-amerikanischer Schriftsteller
- 1947: Dirk Reinartz, deutscher Fotograf
- 1948: Karl-Heinz Lather, deutscher General
- 1949: Michael Lameck, deutscher Fußballspieler
- 1950: Mirza Masroor Ahmad, 5. Khalif der Ahmadiyya

#### 1951–1975
- 1951: Anna Cambiaghi, italienische Automobilrennfahrerin

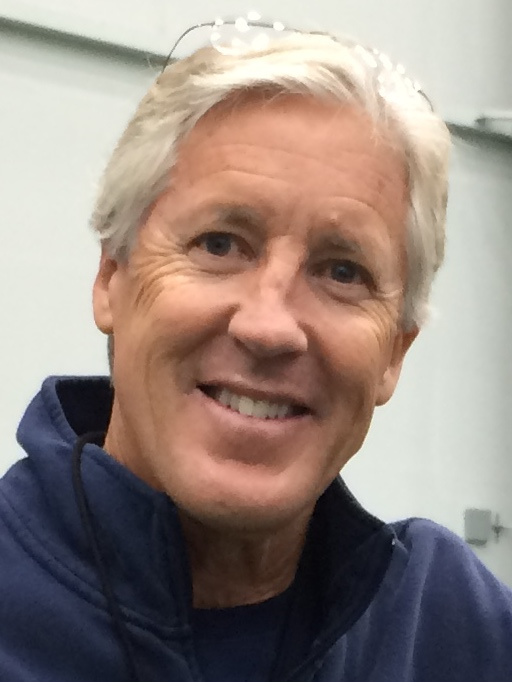
Pete Carroll (* 1951)

- 1951: Pete Carroll, US-amerikanischer American-Football-Spieler und -Trainer
- 1951: Lisa Fitz, deutsche Kabarettistin
- 1951: Johan Neeskens, niederländischer Fußballspieler
- 1952: Jürgen Scharf, deutscher Politiker
- 1953: Manuel Mello-Breyner, portugiesischer Automobilrennfahrer und Motorsportfunktionär
- 1953: Patricia Rhomberg, österreichische Pornodarstellerin
- 1954: Hrant Dink, armenischer Journalist
- 1955: Gerhard Botz, deutscher Politiker
- 1955: Linda Watson, simbabwische Hockeyspielerin
- 1956: Mie Miki, japanische Akkordeonistin und Professorin
- 1956: Maggie Reilly, britische Sängerin
- 1958: Wendie Jo Sperber, US-amerikanische Schauspielerin
- 1959: Andreas Eschbach, deutscher Science-Fiction-Autor
- 1959: Miodrag Mitić, jugoslawischer Volleyballspieler
- 1960: Herbert Forthuber, österreichischer Schauspieler

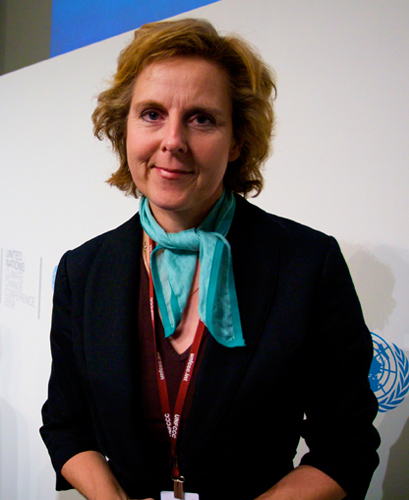
Connie Hedegaard (* 1960)

- 1960: Connie Hedegaard, dänische Journalistin und Politikerin
- 1960: Daniel Hohrath, deutscher Militärhistoriker
- 1960: Uwe Zötzsche, deutscher Fußballspieler
- 1961: Hendrikje Fitz, deutsche Schauspielerin
- 1961: Dan Marino, US-amerikanischer American-Football-Spieler
- 1962: Rebecca Miller, US-amerikanische Regisseurin, Schauspielerin, Bildhauerin und Malerin
- 1962: Elisabeth Winkelmeier-Becker, deutsche Politikerin
- 1963: Maike Bollow, deutsche Schauspielerin
- 1963: Johannes Kahrs, deutscher Politiker
- 1964: Doyle Wolfgang von Frankenstein, US-amerikanischer Rockmusiker

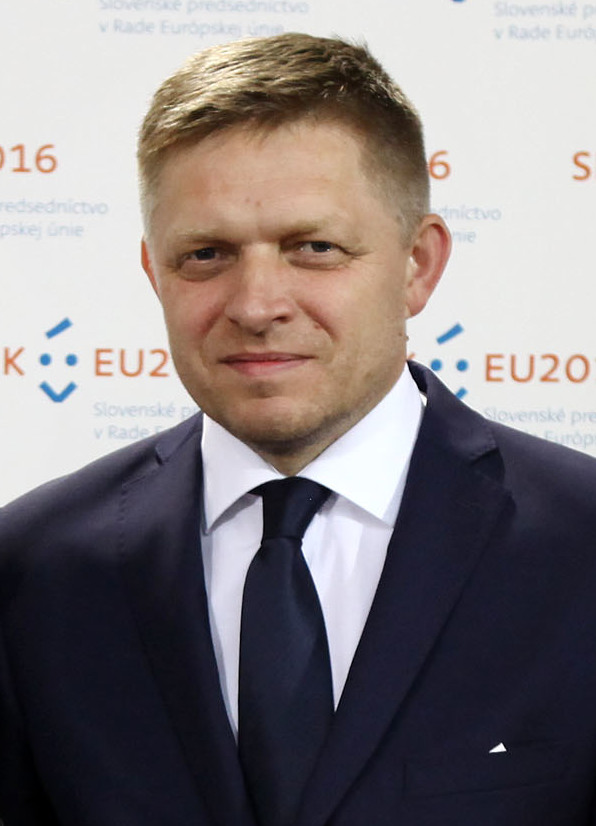
Robert Fico (* 1964)

- 1964: Robert Fico, slowakischer Ministerpräsident und Jurist
- 1965: Thomas Stangassinger, österreichischer Skirennläufer
- 1965: Volker Wezel, deutscher Fußballschiedsrichter
- 1966: Dejan Savićević, montenegrinischer Fußballspieler
- 1967: Simone Greiner-Petter-Memm, deutsche Biathletin
- 1967: Bettina Rust, deutsche Journalistin
- 1967: Hansjörg Tauscher, deutscher Skirennläufer
- 1968: Magid Musisi, ugandischer Fußballspieler
- 1969: Rewas Arweladse, georgischer Fußballspieler und -trainer
- 1969: Peggy Beer, deutsche Leichtathletin
- 1970: Maher Arar, kanadischer Staatsbürger und mutmaßliches Folteropfer
- 1970: Swetlana Wladimirowna Sacharowa, russische Leichtathletin und Marathonläuferin
- 1970: Bachirou Salou, deutscher und togoischer Fußballspieler
- 1971: Josh Charles, US-amerikanischer Filmschauspieler
- 1971: Wayne Ferreira, südafrikanischer Tennisprofi
- 1971: Will Shields, US-amerikanischer American-Football-Spieler
- 1971: Siegfried Terpoorten, deutscher Schauspieler

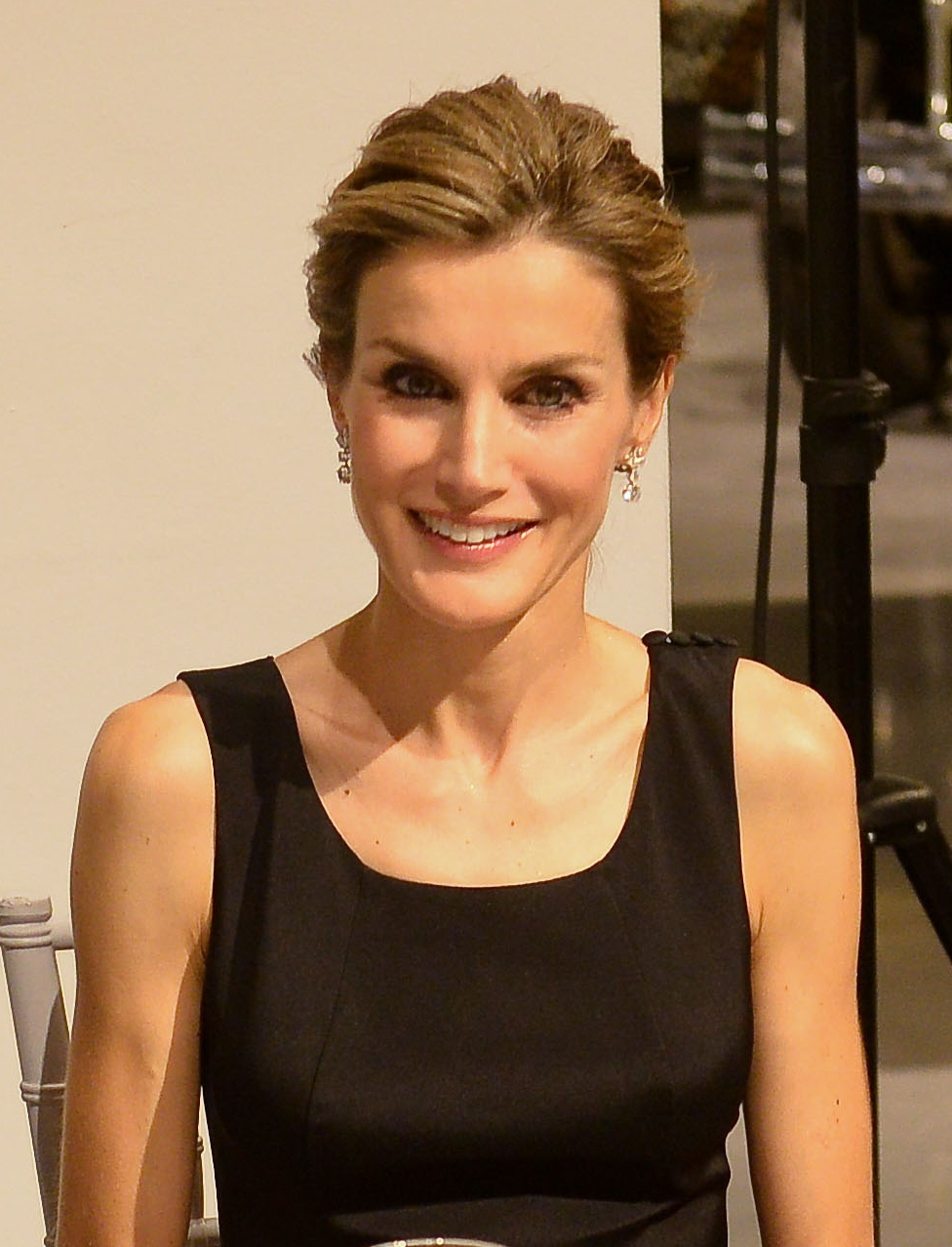
Letizia von Spanien (* 1972)

- 1972: Letizia von Spanien, spanische Journalistin und Königin von Spanien
- 1972: Alois Vogl, deutscher Skiläufer
- 1972: Kai Wegner, deutscher Politiker und MdA, regierender Bürgermeister von Berlin
- 1973: Giandomenico Basso, italienischer Rallyefahrer
- 1973: Julie Cox, schottische Schauspielerin
- 1973: Daniel von Schweden, Prinzgemahl der schwedischen Thronfolgerin Kronprinzessin Victoria von Schweden
- 1973: Alexander-Martin Sardina, deutscher Politiker
- 1974: Angélique Roujas, französische Fußballspielerin
- 1974: Murat Yakin, Schweizer Fußballspieler, Fußballtrainer
- 1975: Andy LaPlegua, norwegischer Sänger
- 1975: Gerrit Schmidt-Foß, deutscher Schauspieler und Synchronsprecher

#### 1976–2000
- 1976: Jonathan Liebesman, südafrikanischer Regisseur
- 1977: Chimamanda Ngozi Adichie, nigerianische Schriftstellerin
- 1977: Angela Aki, japanische Singer-Songwriterin

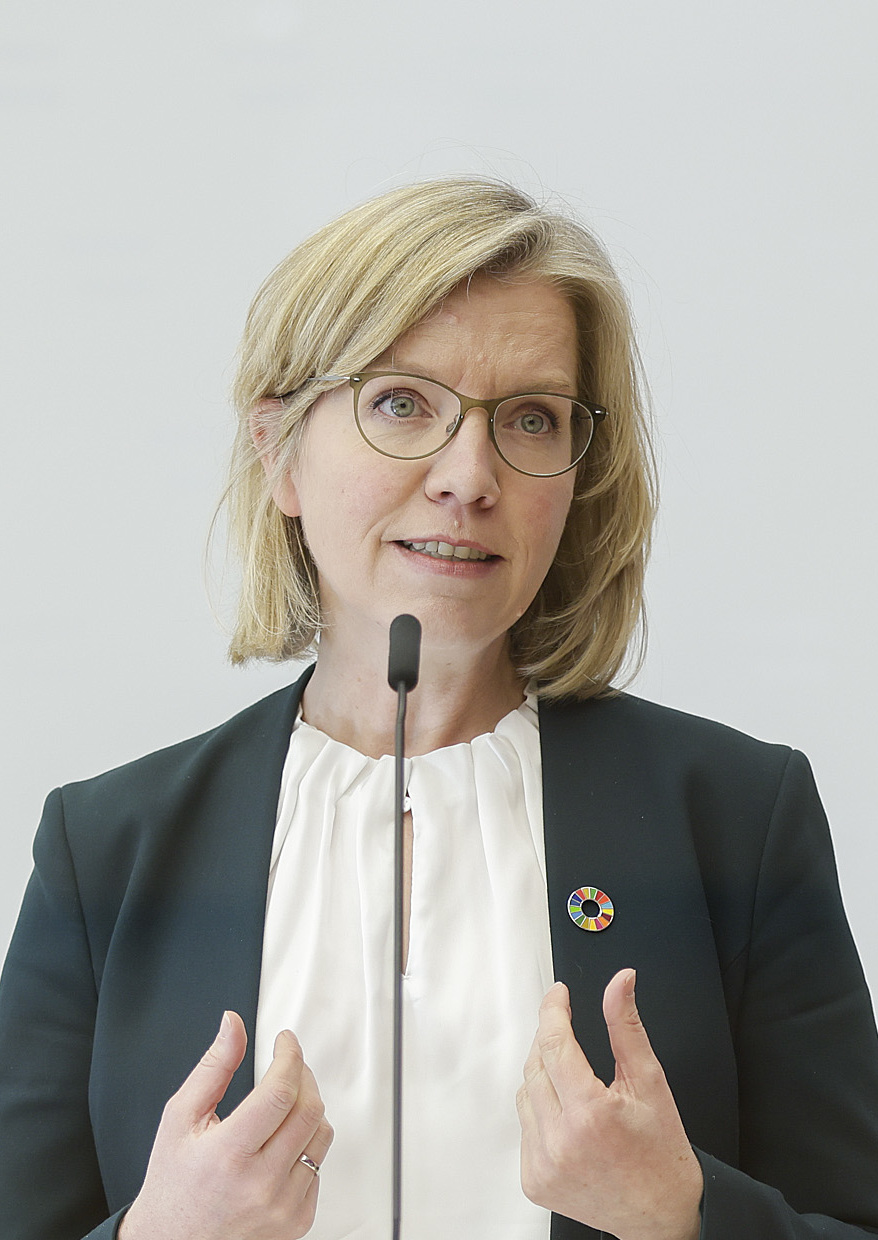
Leonore Gewessler (* 1977)

- 1977: Leonore Gewessler, österreichische Politikerin
- 1977: Tom Hardy, englischer Schauspieler
- 1977: Caterina Murino, italienische Schauspielerin
- 1977: Marisa Ramirez, US-amerikanische Schauspielerin und Model
- 1977: Jason Terry, US-amerikanischer Basketballspieler
- 1977: Carlos Varela, spanisch-schweizerischer Fußballspieler
- 1977: Daniela Wutte, deutsche Schauspielerin
- 1978: Leonardo Conti, deutscher Eishockeyspieler
- 1978: Eiður Guðjohnsen, isländischer Fußballspieler
- 1978: Marko Pantelić, serbischer Fußballspieler
- 1979: Amy Davidson, US-amerikanische Schauspielerin
- 1979: Sebastian Lang, deutscher Radrennfahrer
- 1979: Patrick Marleau, kanadischer Eishockeyspieler
- 1979: Carlos Ruiz, guatemaltekischer Fußballspieler
- 1979ː Fang Yan, chinesische Fußballschiedsrichterin
- 1980: David Diehl, US-amerikanischer American-Football-Spieler
- 1980: Laila Alina Reischer, österreichische Schauspielerin, Drehbuchautorin und Regisseurin
- 1981: Matthias Oomen deutscher Politiker, Lobbyist und Journalist
- 1982: Hannes Ambelang, deutscher Volleyball- und Beachvolleyballspieler
- 1982: Torsten Reuter, deutscher Fußballspieler
- 1983: Eva Bay, deutsche Schauspielerin

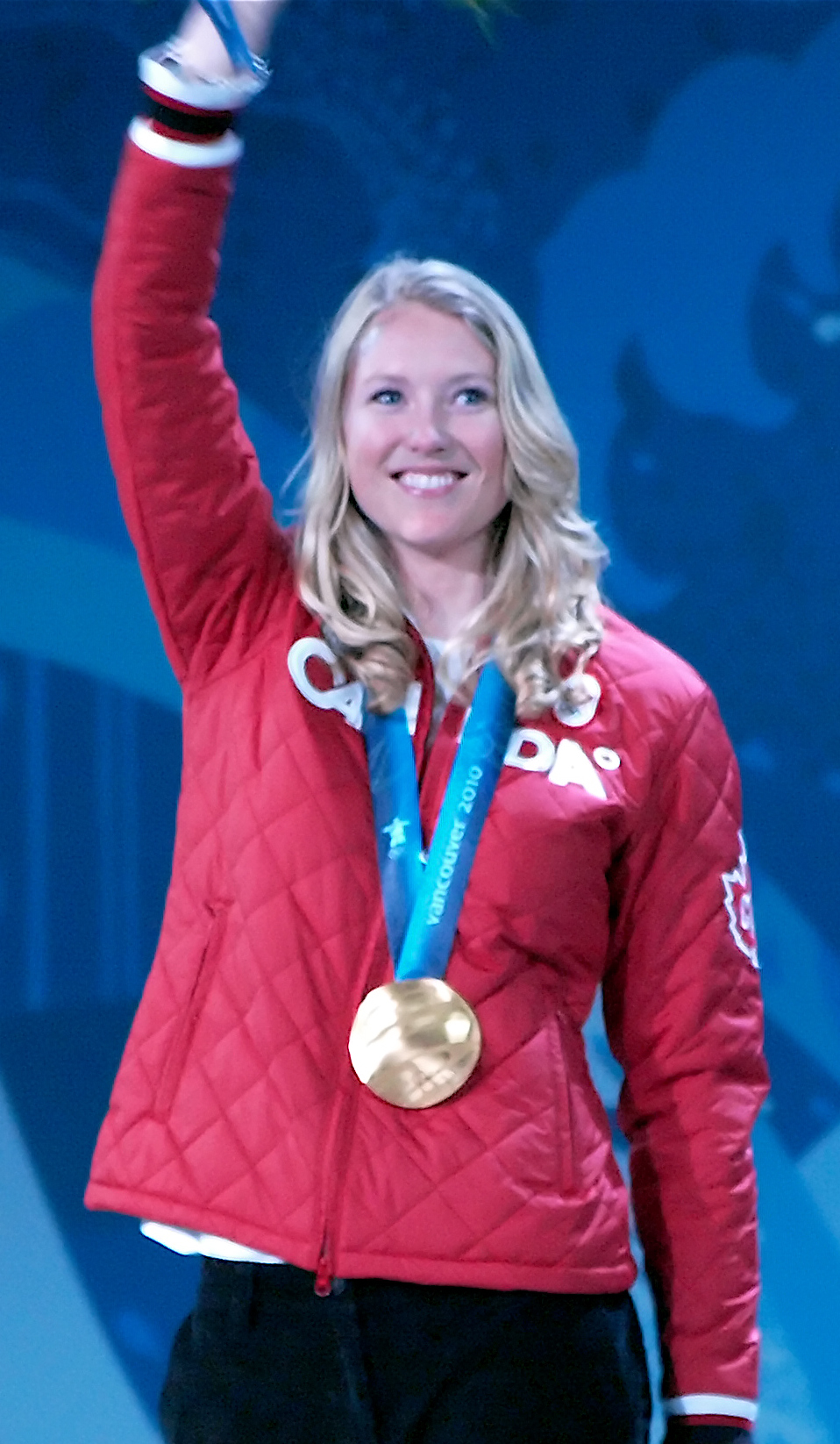
Ashleigh McIvor (* 1983)

- 1983: Ashleigh McIvor, kanadische Freestyle-Skierin
- 1983: Ann Grete Nørgaard, dänische Handballspielerin
- 1984: Harald Leitinger, österreichischer Dartspieler
- 1984: Harry, Duke of Sussex, britischer Prinz
- 1985: Ian Dyk, australischer Automobilrennfahrer
- 1985: Madelaine Edlund, schwedische Fußballspielerin
- 1986: Heidi Montag, US-amerikanische Reality-TV-Darstellerin und Sängerin
- 1986: Pierre Emmanuel Robe, französischer Skispringer
- 1986: Guillaume Thierry, mauritischer Zehnkämpfer
- 1988: Olga Walerjewna Abramowa, russische Biathletin
- 1988: Tom Austen, britischer Schauspieler
- 1990: Chris Payne, australischer Fußballspieler
- 1991: Jonathan Rafael da Silva, brasilianischer Fußballspieler
- 1992: Philipp Weber, deutscher Handballspieler
- 1993: Dennis Schröder, deutscher Basketballspieler
- 1997: Stephen Humphrys, englischer Fußballspieler
- 1998: Louisa Masciullo, deutsche Reality-TV-Darstellerin, Moderatorin und Influencerin

### 21. Jahrhundert
- 2003: Pascal Brendel, deutscher Turner
- 2003: Linnea Weidemann, deutsche Hockeyspielerin

## Gestorben

### Vor dem 17. Jahrhundert

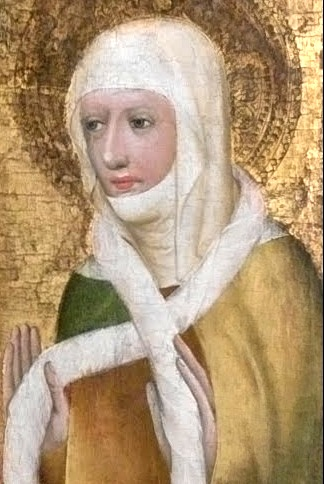
Ludmilla von Böhmen († 921)

- 0438: Glycerius, Erzbischof von Mailand
- 0668: Konstans II., byzantinischer Kaiser
- 0866: Ranulf I., Graf von Poitou, Herzog von Aquitanien und Abt von Saint-Hilaire-de-Poitiers
- 0886: Wulfhar von Minden, Bischof von Minden
- 0921: Ludmilla von Böhmen, Herzogin und Märtyrin, Namenspatronin
- 1054: García III., König von Navarra
- 1146: Alain de Bretagne, 1. Earl of Richmond, erster offizieller Träger des Titels Earl of Richmond
- 1198: Friedrich II. von Wittelsbach, Pfalzgraf in Bayern
- 1228: Heinrich I. von Zipplingen, Fürstbischof von Eichstätt
- 1231: Ludwig der Kelheimer, Herzog von Bayern und Pfalzgraf bei Rhein
- 1273: Henry of Sandwich, Bischof von London
- 1300: Konrad von Braunschweig-Lüneburg, Bischof von Verden
- 1326: Dmitri II. von Twer, russischer Großfürst von Wladimir
- 1343: Henry Ferrers, 2. Baron Ferrers of Groby, englischer Adeliger
- 1362: Wilhelm von Gennep, Erzbischof von Köln
- 1386: Roland von Salsomaggiore, Abkömmling der Adelsfamilie der Medici, Einsiedler und Seliger
- 1500: John Morton, Erzbischof von Canterbury
- 1504: Elisabeth von Bayern, Pfalzgräfin bei Rhein und Herzogin von Bayern-Landshut
- 1508: Jakob von Liebenstein, Erzbischof und Kurfürst von Mainz, deutscher Erzkanzler

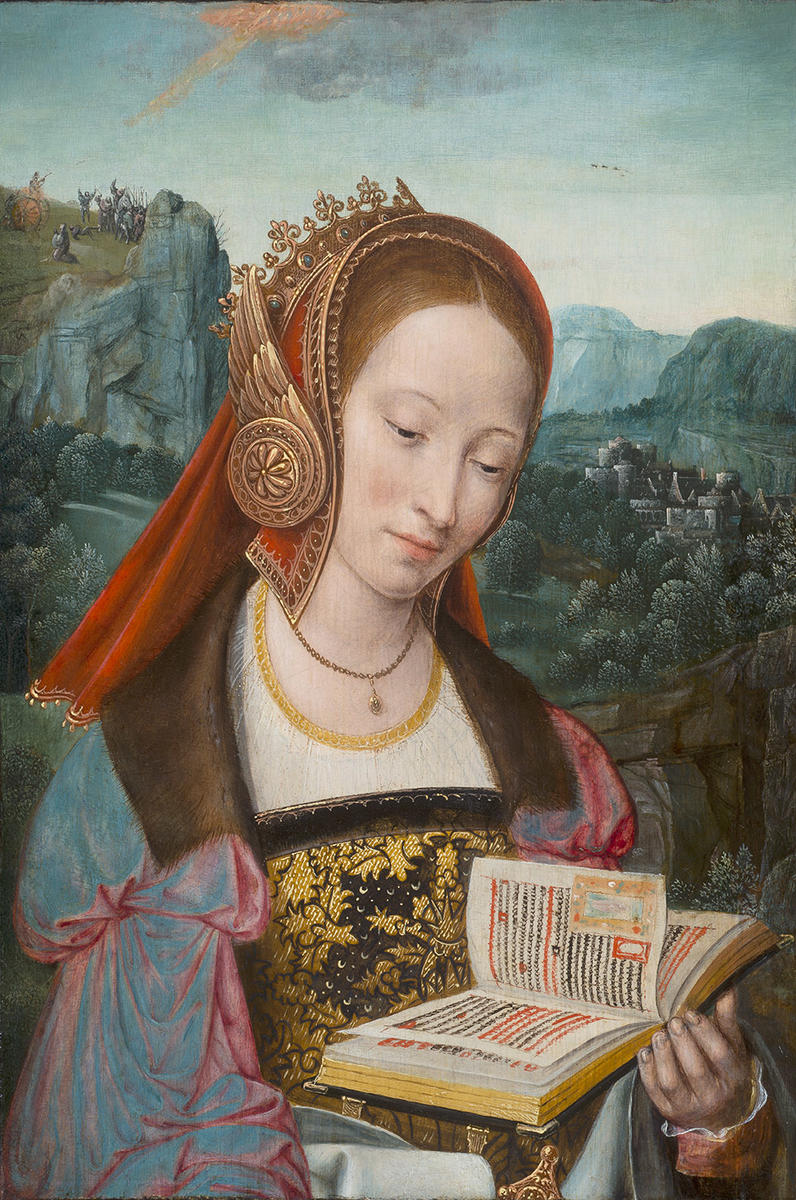
Katharina von Genua († 1510)

- 1510: Katharina von Genua, italienische Krankenschwester und Mystikerin, Namenspatronin
- 1512: John Stewart, 1. Earl of Atholl, schottischer Adeliger
- 1516: Modestinus Pistoris, deutscher Rechtsgelehrter, Stadtrichter sowie Bürgermeister von Leipzig
- 1521: Neagoe Basarab, Woiwode der Walachei
- 1525: Jan van Woerden, niederländischer Märtyrer der Reformationszeit
- 1536: Antonio de Leyva, spanischer Feldherr
- 1548: Johannes Langer, deutscher evangelischer Theologe und Reformator
- 1550: Jodok Mörlin, deutscher Reformator und Professor für Philosophie
- 1557: Juan Álvarez y Alva de Toledo, spanischer Dominikaner, Bischof und Kardinal
- 1559: Isabella Jagiellonica, Königin von Ungarn
- 1570: Theodor Fabricius, deutscher evangelischer Theologe und Reformator.
- 1574: Marguerite de Valois-Angoulême, duchesse de Berry, Herzogin von Berry und Herzogin von Savoyen
- 1586: Michael Teuber, deutscher Rechtsgelehrter
- 1596: Leonhard Rauwolf, deutscher Naturforscher, Botaniker, Arzt und Entdeckungsreisender
- 1599: Gerard Bontius, niederländischer Mediziner, Botaniker, Mathematiker und Astronom

### 17./18. Jahrhundert
- 1611: Georg Limnäus, deutscher Mathematiker, Astronom und Bibliothekar
- 1612: Marek Bydžovský z Florentýna, tschechischer Historiker, Astronom, Mathematiker, Gelehrter und Humanist
- 1631: Gottlieb Aenetius, deutscher Physiker
- 1649: Francesco Gessi, italienischer Maler

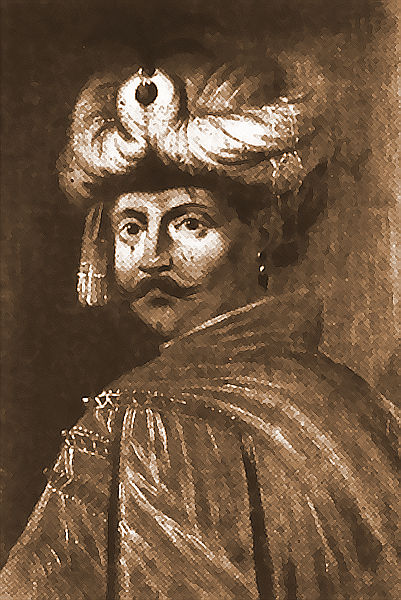
Tymofij Chmelnyzkyj († 1653)

- 1653: Tymofij Chmelnyzkyj, Heerführer der Saporoger Kosaken
- 1654: Cornelis Bicker, Regent und Bürgermeister von Amsterdam
- 1660: Johann Kasimir, Fürst von Anhalt-Dessau
- 1688: Otto Wilhelm von Königsmarck, Heerführer und Staatsmann in verschiedenen Diensten
- 1689: Balthasar Cellarius, deutscher evangelischer Theologe
- 1690: Thomas Bartholin Königlicher Archivar in Kopenhagen.
- 1697: Catharina Charlotta De la Gardie, Ehefrau von Otto Wilhelm Graf von Königsmarck
- 1700: André Le Nôtre, französischer Gartengestalter und Landschaftsarchitekt
- 1701: Edmé Boursault, französischer Dramatiker und Schriftsteller
- 1707: George Stepney, englischer Diplomat und Dichter
- 1712: Sidney Godolphin, 1. Earl of Godolphin, britischer Politiker
- 1725: Felix Fossa, deutscher katholischer Priester, Respondent im Theatinerkloster München und Propst der Theatiner in Salzburg
- 1731: Catherine Repond, eines der letzten Opfer der Hexenverfolgung in der Schweiz
- 1743: Karl Adolf von Huss, preußischer Legationssekretär, Kammerrat und Stadtpräsident von Magdeburg
- 1747: Anton Erhard Martinelli, österreichischer Architekt

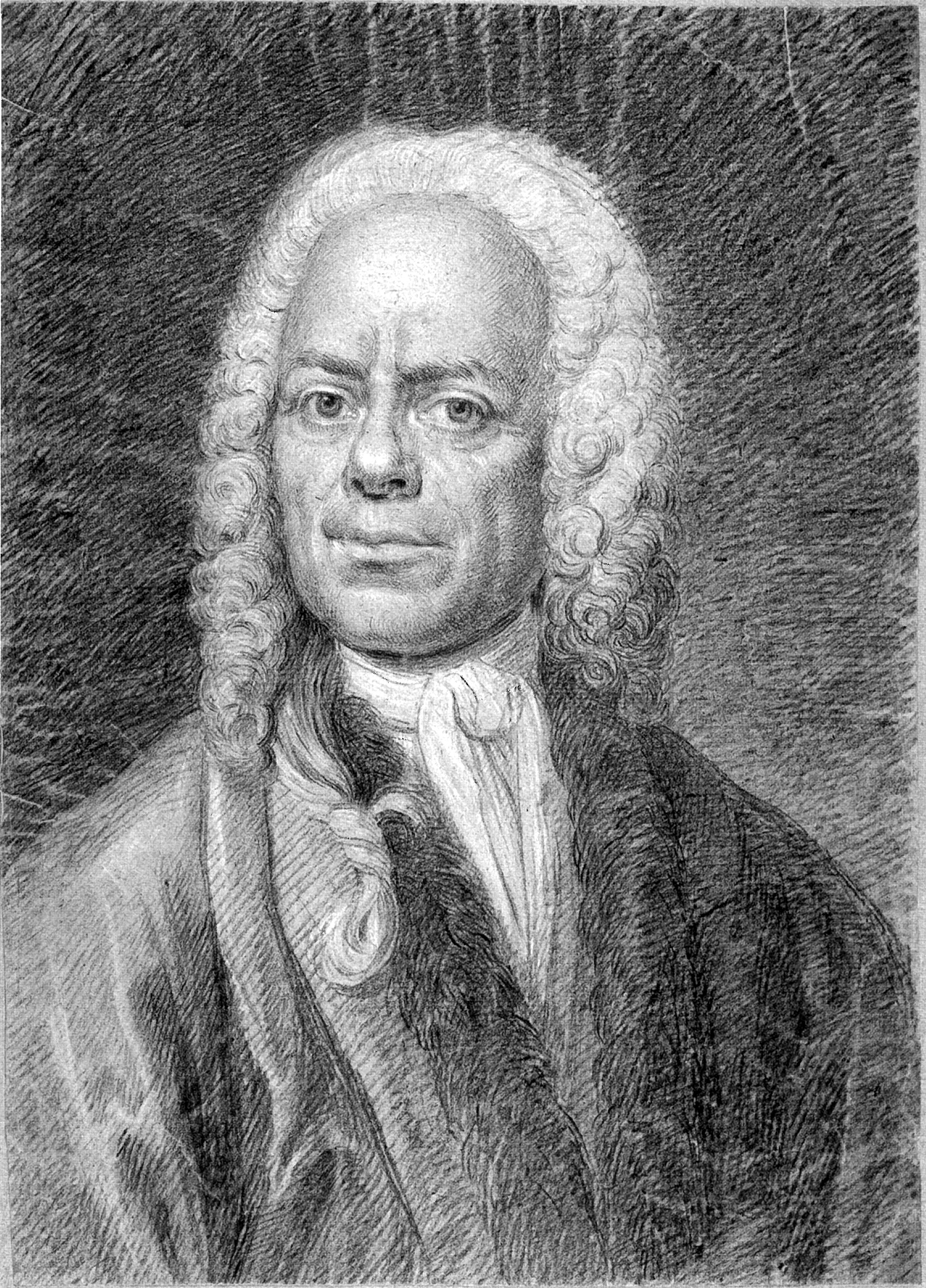
Johann Gotthilf Ziegler († 1747)

- 1747: Johann Gotthilf Ziegler, deutscher Komponist und Organist
- 1748: Dorothea Sophie von der Pfalz, deutsche Prinzessin
- 1748: Johann Georg Schmidt, böhmischer Maler
- 1776: Joachim Erdmann Schmidt, deutscher Rechtswissenschaftler und Historiker
- 1780: Jacob Rodrigues Pereira, berühmter Pädagoge, entwickelte eine Lehrmethode für Taubstumme
- 1781: Heinrich Otto Duysing, deutscher evangelischer Theologe und Hochschullehrer
- 1784: Wilhelmus Crone, deutscher Priester und Abt des Klosters Marienfeld
- 1794: Abraham Clark, US-amerikanischer Politiker

### 19. Jahrhundert
- 1803: Giovanni Francesco Albani, italienischer Kardinal

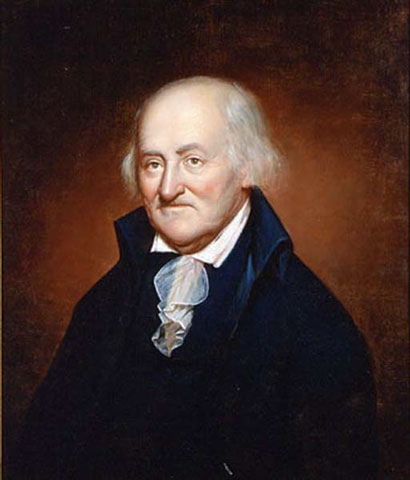
Christopher Gasden († 1805)

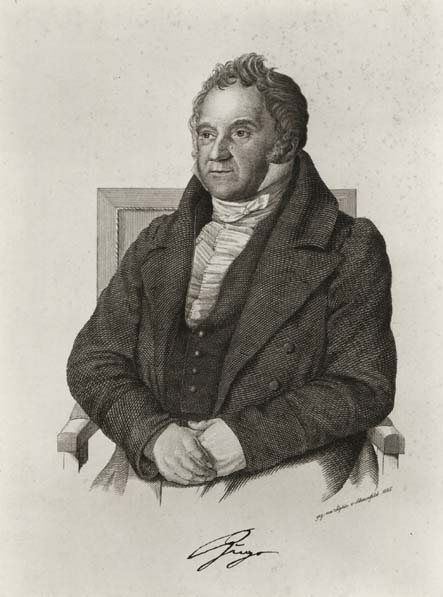
Gustav Hugo († 1844)

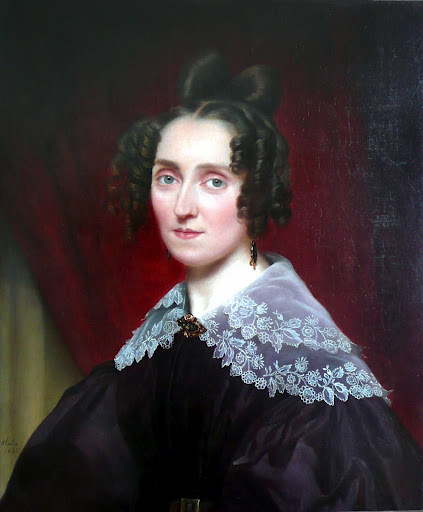
Louise Farrenc († 1875)

- 1805: Christopher Gadsden, Delegierter von South Carolina im Kontinentalkongress
- 1825: Manuel Abad y Queipo, spanischer Kirchenrechtler
- 1830: William Huskisson, britischer Politiker
- 1831: Alexander Bran, deutscher Journalist, Schriftsteller und Verleger
- 1834: William Harris Crawford, US-amerikanischer Politiker
- 1834: Ernst Ludwig Heim, deutscher Arzt
- 1838: Alexandra Branicka, russische Adlige
- 1840: Franz Xaver Pecháček, österreichisch-deutscher Komponist
- 1842: José Francisco Morazán Quezada, Präsident verschiedener mittel- und zentralamerikanischer Staaten
- 1842: Pierre Baillot, französischer Geiger und Komponist
- 1843: Karl von Grolmann, deutscher General und Stabschef
- 1844: Gustav Hugo, deutscher Jurist
- 1856: Hans Detlef Friedrich Asschenfeldt, deutscher Verlagsbuchhändler und Parlamentarier
- 1856: Heinrich LXIV., Paragiatsherr von Reuß-Köstritz
- 1856: Severin Løvenskiold, norwegischer Politiker und Unternehmer
- 1859: Isambard Kingdom Brunel, britischer Ingenieur
- 1859: Václav Kliment Klicpera, tschechischer Dramatiker
- 1862: Hermann Dreymann, deutscher Orgelbauer
- 1864: John Hanning Speke, britischer Afrikaforscher
- 1875: Guillaume-Benjamin Duchenne, französischer Physiologe
- 1875: Louise Farrenc, französische Komponistin, Pianistin und Musikwissenschaftlerin
- 1880: Franz Stuschke, deutscher Verwaltungsjurist
- 1882: Otto Delitsch, deutscher Geograph
- 1883: Joseph Antoine Ferdinand Plateau, belgischer Physiker
- 1886: Carmine Gori-Merosi, italienischer Kardinal
- 1892: Erich Kling, deutscher Offizier und Forschungsreisender
- 1893: Hermann Sauppe, deutscher Altphilologe und Epigraphiker
- 1900: Abraham Kuhn, französischer Arzt und Professor

### 20. Jahrhundert

#### 1901–1950

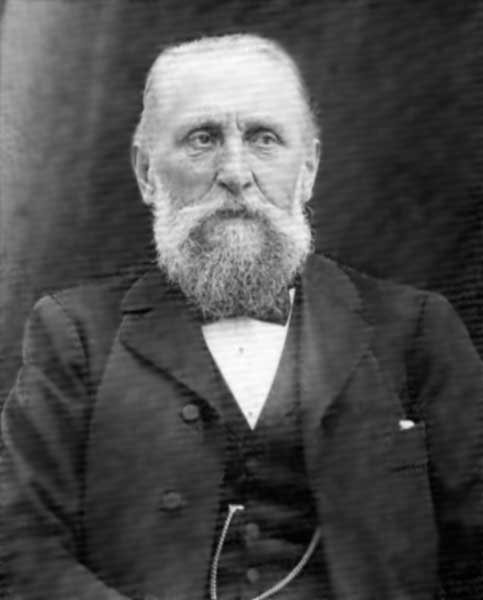
Friedrich Adler († 1908)

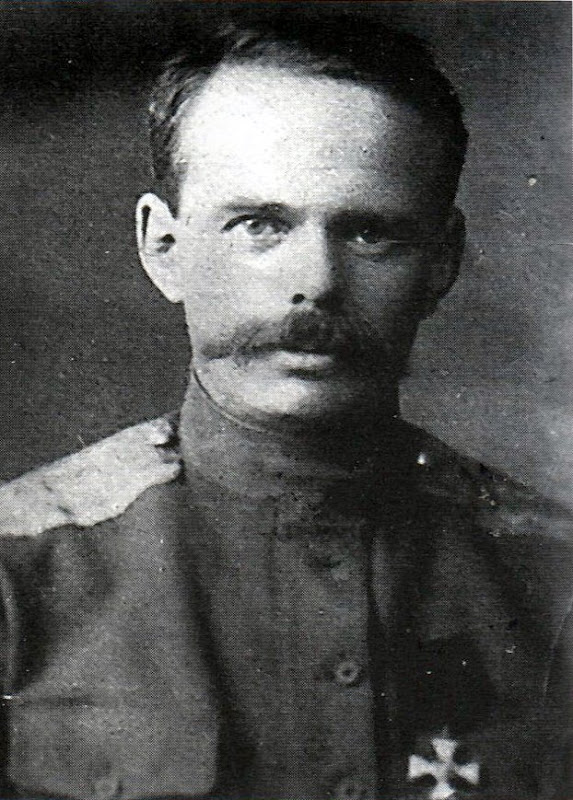
Roman von Ungern-Sternberg († 1921)

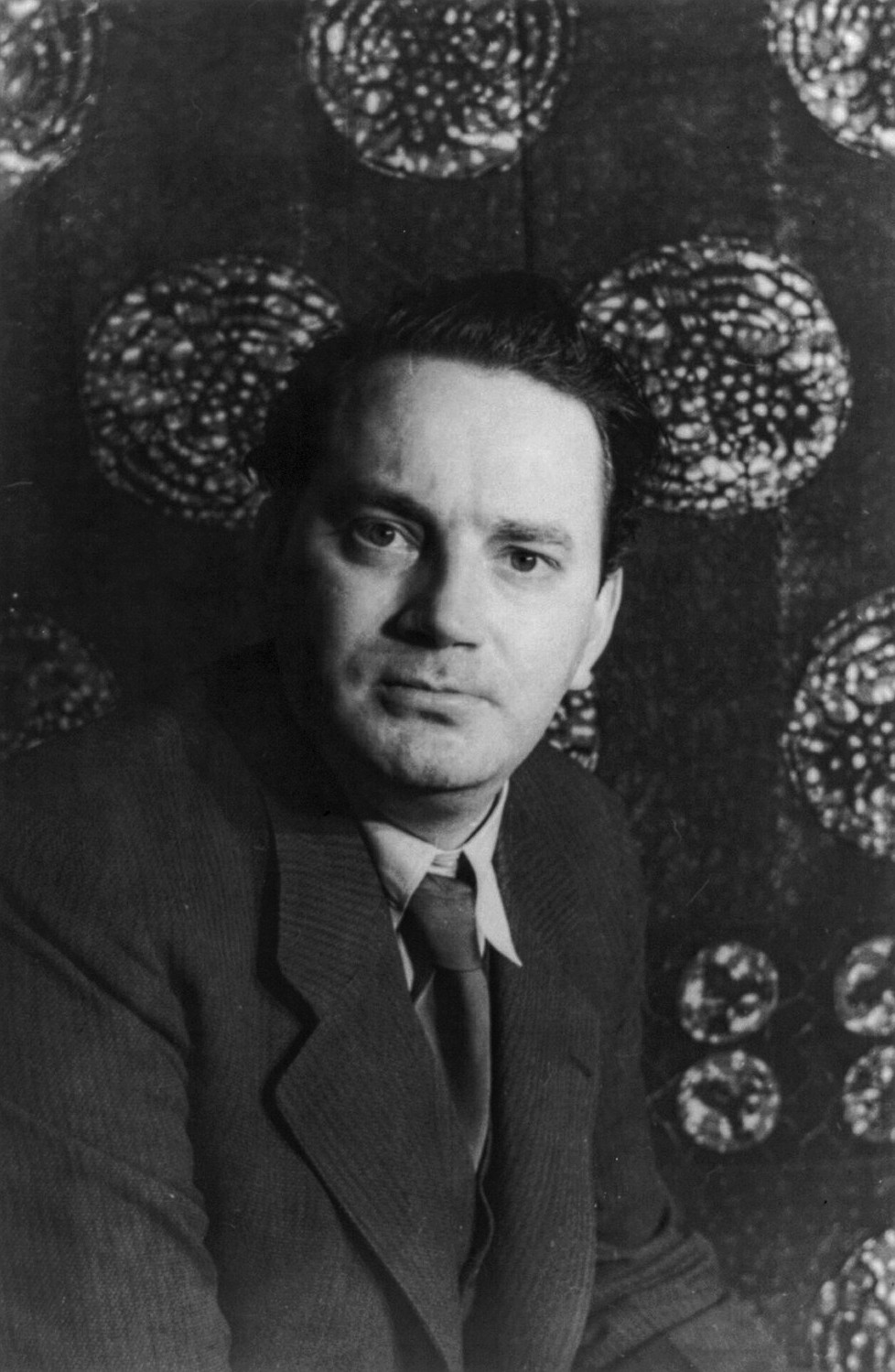
Thomas Wolfe († 1938)

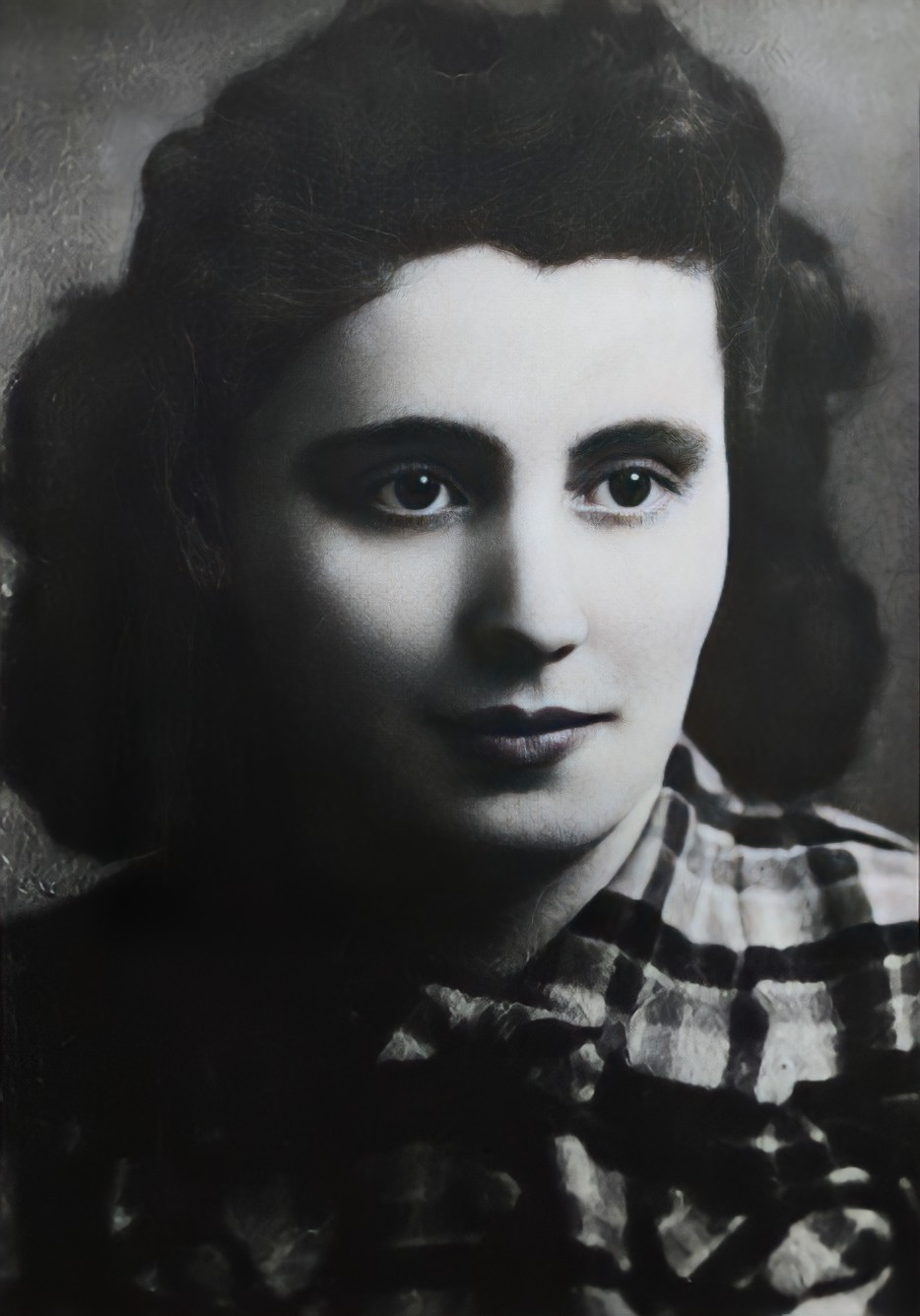
Mala Zimetbaum († 1944)

- 1901: Carl Philipp Euler, deutscher Turnpädagoge und Schriftsteller
- 1905: Julio Ituarte, mexikanischer Komponist
- 1908: Friedrich Adler, deutscher Baumeister, Architekt und Bauforscher
- 1908: Georg Adler, deutscher Nationalökonom
- 1908: Hugo Steuer, deutscher Architekt und Militärbaumeister
- 1911: George Frankenstein, deutschamerikanischer Maler und Journalist
- 1914: Koos de la Rey, burischer General
- 1915: Alfred Agache, französischer Maler
- 1916: Julius Fučík, tschechischer Komponist und Kapellmeister
- 1916: Isidore Legouix, französischer Komponist
- 1917: Kurt Wolff, deutscher Jagdflieger im Ersten Weltkrieg
- 1920: Roberto Ardigò, italienischer Philosoph
- 1921: Roman von Ungern-Sternberg, deutsch-baltischer Adeliger und Khan der Mongolei
- 1922: Friedrich Nobbe, deutscher Agrikulturchemiker, Botaniker und Saatgutforscher
- 1922: Fritz Stüber-Gunther, österreichischer Schriftsteller
- 1924: Jimmy Murphy, US-amerikanischer Automobilrennfahrer
- 1925ː Adelheid Page-Schwerzmann, Schweizer Philanthropin und Mäzenin
- 1926: Rudolf Eucken, deutscher Philosoph und Literaturnobelpreisträger
- 1929: Anton Maria Schwartz, österreichischer Priester und Ordensgründer
- 1931: Hermann Ascher, deutscher Jurist
- 1931: Charles L. Burrill, US-amerikanischer Politiker
- 1932: Willem Eijmers, niederländischer Fußballschiedsrichter
- 1933: Max Hoelz, deutscher Politiker
- 1934: Jean Bungartz, deutscher Tiermaler und Autor
- 1935: Charles-René, französischer Komponist und Musikpädagoge
- 1936: Adolf Schenck, deutscher Geograph und Botaniker
- 1938: Gustav Aubin, deutsch-österreichischer Nationalökonom und Wirtschaftshistoriker
- 1938: Ferdinand Hueppe, deutscher Mediziner und Präsident des Deutschen Fußball-Bundes
- 1938: Thomas Wolfe, US-amerikanischer Schriftsteller
- 1939: August Dickmann, deutscher Kriegsdienstverweigerer
- 1942ː Esther Srul, Opfer des Holocausts
- 1943: Hans Humpert, deutscher Komponist und Musikpädagoge
- 1944: Mala Zimetbaum, belgische Widerstandskämpferin
- 1945: Anton Webern, österreichischer Komponist
- 1945: Harry Daghlian, armenisch-amerikanischer Atomphysiker
- 1946: Elkan Nathan Adler, britischer Jurist und wissenschaftlicher Reisender
- 1948: Guido Szivessy, österreichischer Physiker
- 1950: Adolf „Dol“ Dauber, österreichisch-tschechischer Violinist, Kapellmeister und Komponist
- 1950: Vojtěch Říhovský (Pseudonym V. R. Dubsky), tschechischer Musiker und Komponist

#### 1951–2000
- 1951: Jacinto Guerrero, spanischer Komponist
- 1952: Ernst Heinrich Lange, deutscher Unternehmer

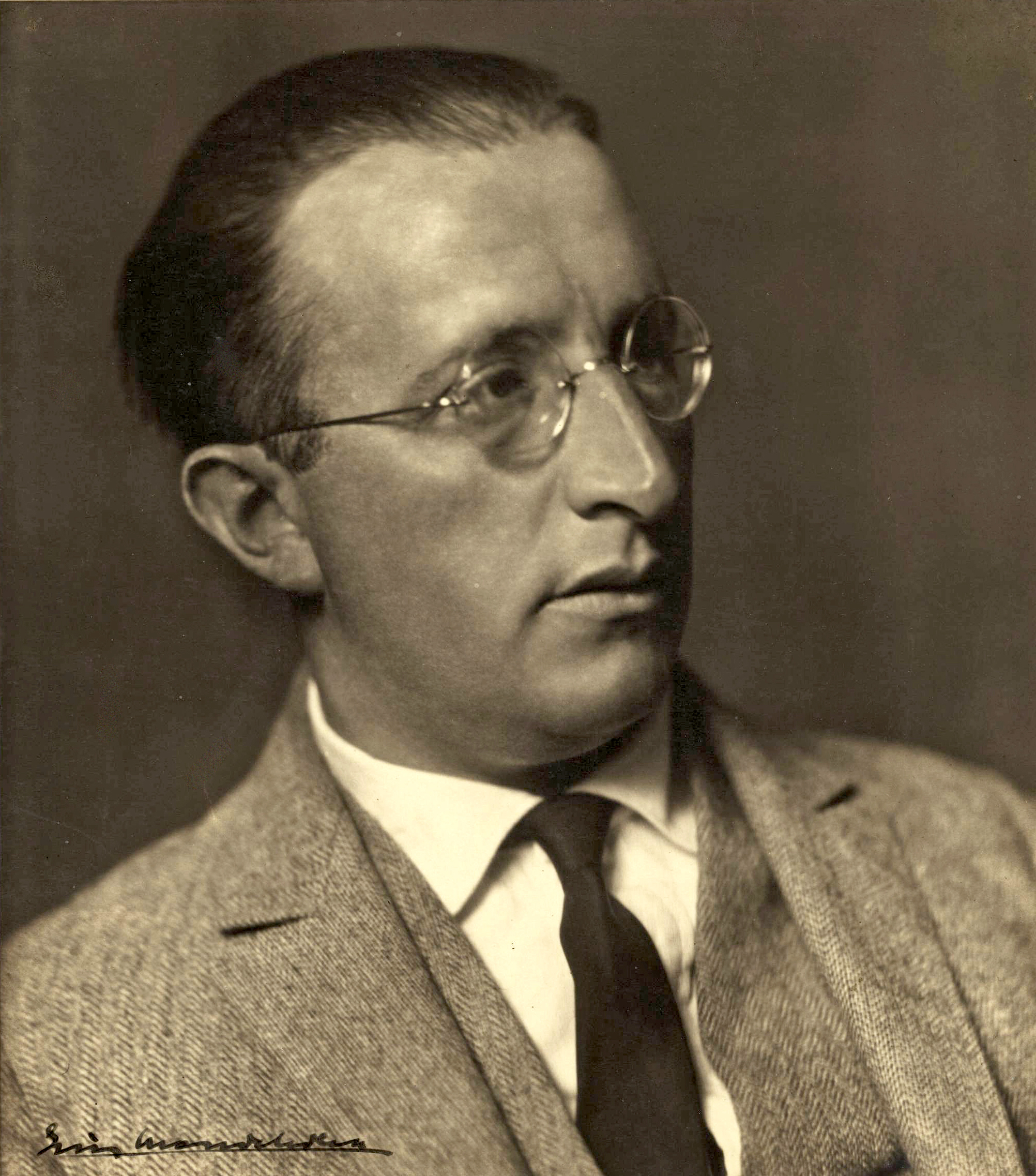
Erich Mendelsohn († 1953)

- 1953: Erich Mendelsohn, deutsch-britischer Architekt
- 1954: Raimund Nimführ, österreichischer Luftfahrttheoretiker und Flugzeugpionier
- 1954: Arthur Wieferich, deutscher Mathematiker
- 1955ː Grete Schroeder-Zimmermann, deutsche Architektin und Universitätsdozentin
- 1955: Eduard Strauch, deutscher SS-, Sicherheitspolizei- und SD-Befehlshaber und Kriegsverbrecher
- 1956: Jacques Companéez, französischer Drehbuchautor
- 1957: Antonio Mediz Bolio, mexikanischer Schriftsteller, Journalist und Politiker
- 1958: Constant Feith, niederländischer Fußballspieler
- 1960: Héctor Castro, uruguayischer Fußballspieler und -trainer
- 1963: Oliver Wallace, britisch-US-amerikanischer Komponist und Dirigent
- 1964: Alfred Blalock, US-amerikanischer Chirurg
- 1964: Darcy Hadfield, neuseeländischer Ruderer
- 1966: Fernand Lamy, französischer Dirigent, Komponist und Musikpädagoge
- 1967ː Olga Hatzinger, österreichische Erzählerin und Lyrikerin
- 1967: Hans Haug, Schweizer Komponist

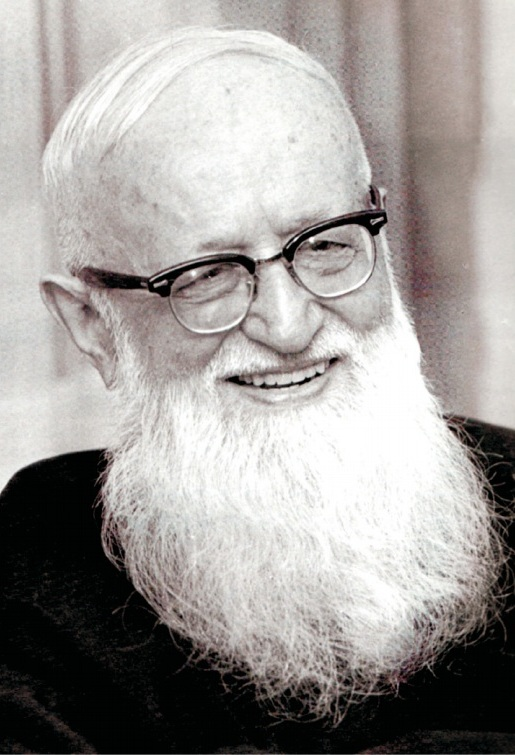
Josef Kentenich († 1968)

- 1968: Josef Kentenich, deutscher Pater, Gründer der Internationalen Schönstatt-Bewegung
- 1968: Otto Schön, deutscher Politiker (KPD, SED), MdV, Büroleiter des Politbüros des ZK der SED in der DDR
- 1971: Rudolf Anderl, deutscher Journalist und Schriftsteller
- 1971: John Desmond Bernal, britischer Physiker
- 1971: Umberto Malvano, italienischer Ingenieur, Fußballspieler, -schiedsrichter und -funktionär
- 1972: Ásgeir Ásgeirsson, isländischer Staatspräsident
- 1972: Erwin Hagedorn, deutscher Sexualstraftäter
- 1972: Hubert Parker, Baron Parker of Waddington, britischer Jurist

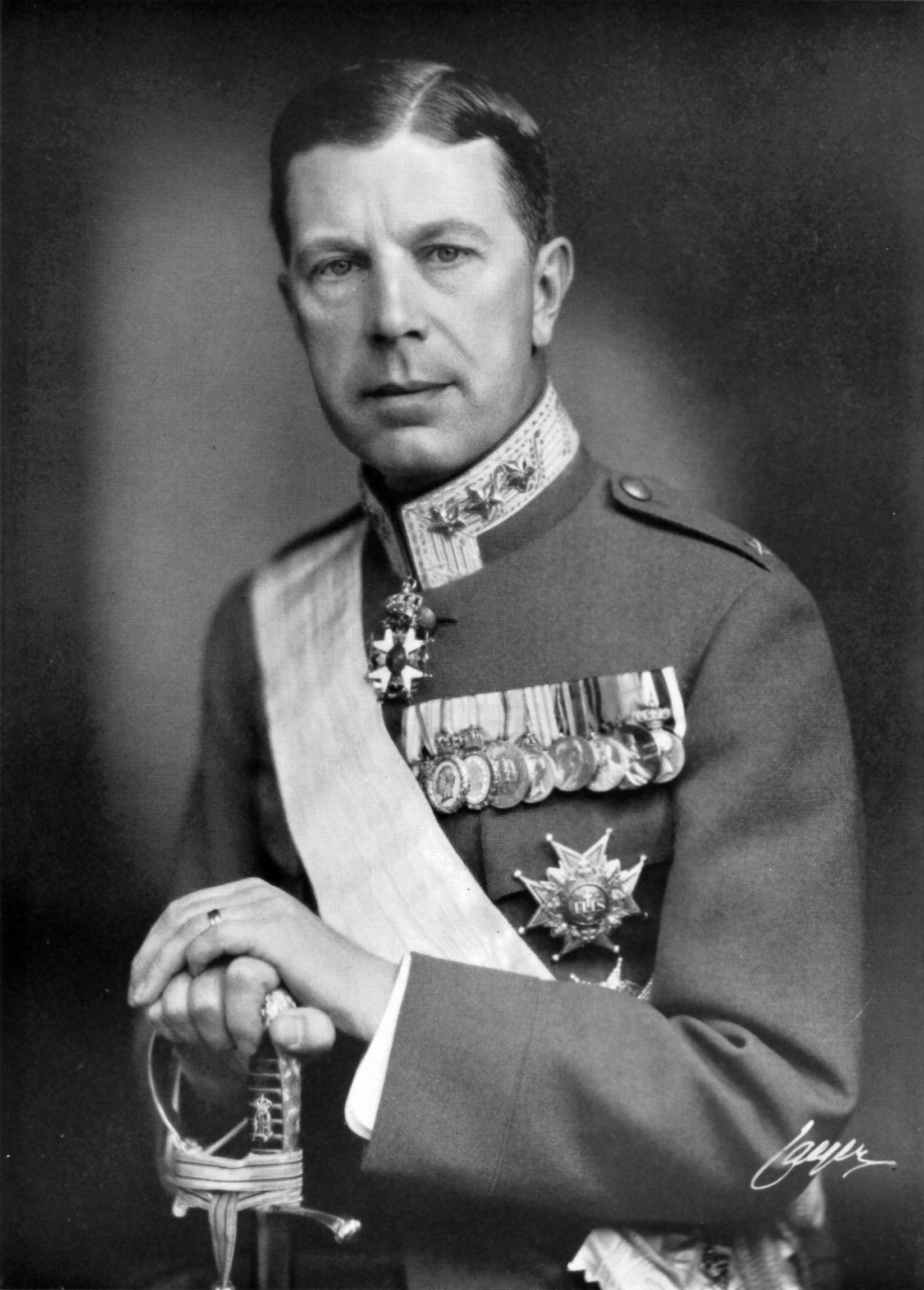
Gustav VI. Adolf († 1973)

- 1973: Gustav VI. Adolf, schwedischer König
- 1973: Max Kneissl, deutscher Geodät
- 1973: Max Zimmering, deutscher Schriftsteller
- 1974: Arishima Ikuma, japanischer Schriftsteller und Maler
- 1974: Bernd Kaiser, deutscher Klassischer Archäologe
- 1975: Antoine Abed, libanesischer Erzbischof
- 1975: Pawel Ossipowitsch Suchoi, russischer Flugzeugkonstrukteur, Chefdesigner
- 1976: Riccardo Assereto, italienischer Paläontologe und Geologe
- 1976: Josef Sudek, tschechischer Fotograf
- 1977: Roberto Kinsky, argentinischer Dirigent
- 1978: Willy Messerschmitt, deutscher Flugzeugkonstrukteur und Unternehmer
- 1980: Bill Evans, US-amerikanischer Jazzpianist und Komponist
- 1983: Johnny Hartman, US-amerikanischer Jazzsänger
- 1983: Paul Maasland, niederländischer Ruderer
- 1985: Wolfgang Abendroth, deutscher Politologe
- 1985: Bruno Banducci, US-amerikanischer American-Football-Spieler
- 1986: Virginia Gregg, US-amerikanische Schauspielerin
- 1986: Traute Richter, deutsche Schauspielerin
- 1986: Freimut Stein, deutscher Psychologe und Eiskunstläufer
- 1989: Wilhelm Prilipp, deutscher Brigadegeneral
- 1989: Robert Penn Warren, US-amerikanischer Schriftsteller und Dichter
- 1991: Karl-Herbert Scheer, deutscher Science-Fiction-Autor

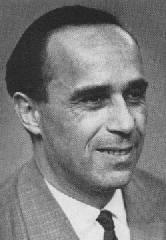
Sulchan Zinzadse († 1991)

- 1991: Sulchan Zinzadse, georgischer Komponist
- 1992: Karel De Schrijver, belgischer Komponist, Dirigent und Musikwissenschaftler
- 1993: Kurt Hanke, deutscher Journalist
- 1995: Gunnar Nordahl, schwedischer Fußballspieler
- 1995: Rien Poortvliet, niederländischer Maler und Zeichner
- 1998: Eva Gabriele Reichmann, deutsch-britische Historikerin und Soziologin jüdischer Herkunft
- 1999: Horst Ludwig Meyer, deutscher Terrorist der RAF

### 21. Jahrhundert

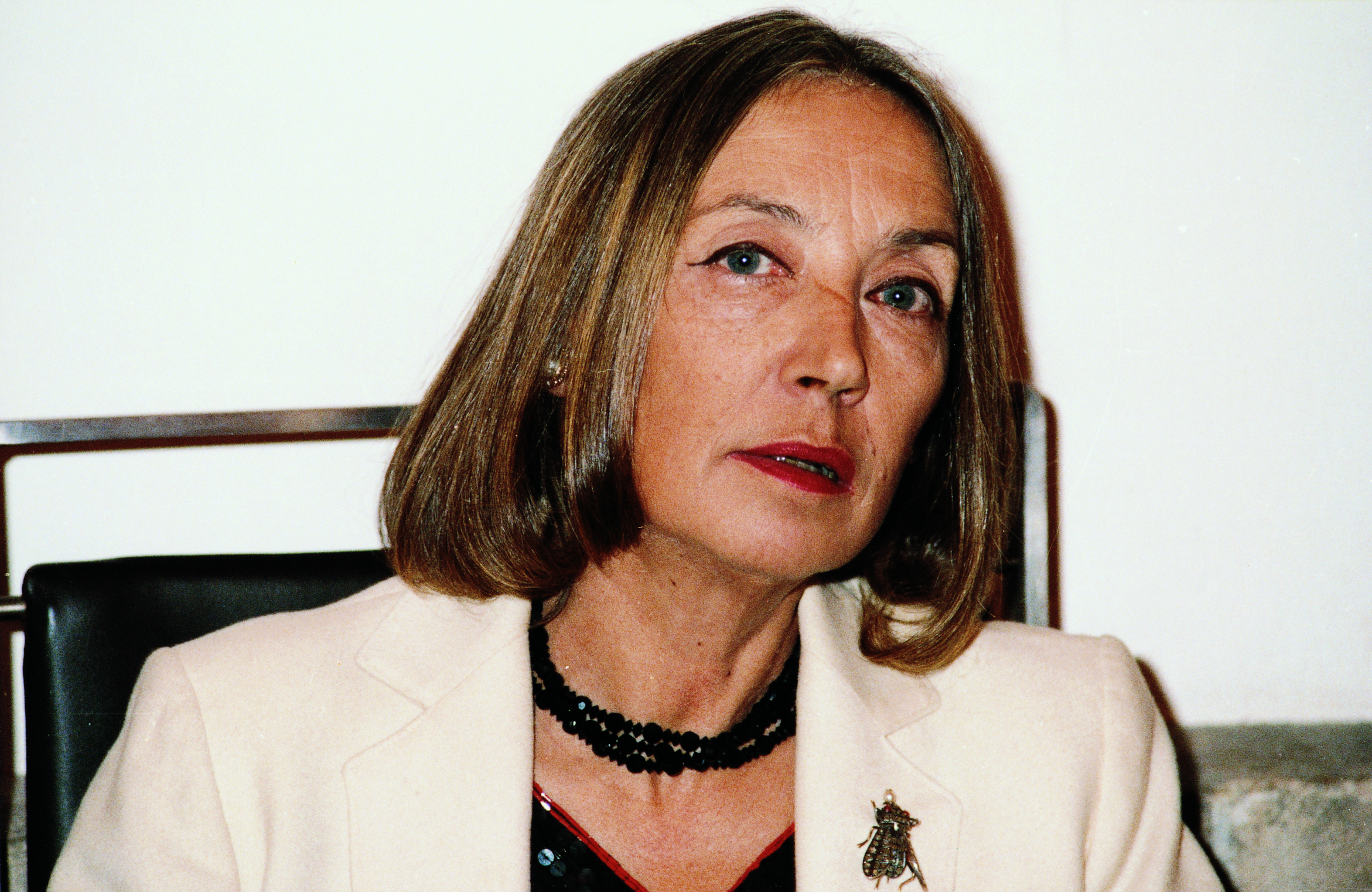
Oriana Fallaci († 2006)

- 2001: Herbert Burdenski, deutscher Fußballspieler und -trainer
- 2001: Roland Leduc, kanadischer Cellist, Dirigent und Musikpädagoge
- 2002: Kay Espenhayn, deutsche Schwimmerin im Behindertensport
- 2002: Heinz Seiler, deutscher Handballtrainer und -spieler
- 2003: Sergio Ortega, chilenischer Komponist und Pianist
- 2004: Hugo Borger, deutscher Mittelalterarchäologe und Hochschullehrer
- 2004: Swen Enderlein, deutscher Endurosportler
- 2004: Johnny Ramone, US-amerikanischer Gitarrist und Gründungsmitglied der Ramones
- 2005: Jeronimas Kačinskas, litauisch-amerikanischer Komponist und Dirigent
- 2005: Peter Urie, Bischof der Evangelisch-Lutherischen Kirche in der Republik Kasachstan
- 2006: Vasif Adıgözəlov, aserbaidschanischer Komponist
- 2006: Ivar Combrinck, deutscher Synchronregisseur und Übersetzer
- 2006: Oriana Fallaci, italienische Widerstandskämpferin, Journalistin und Schriftstellerin
- 2006: Mäni Weber, Schweizer Fernseh-Quizmaster, Moderator und Radioreporter

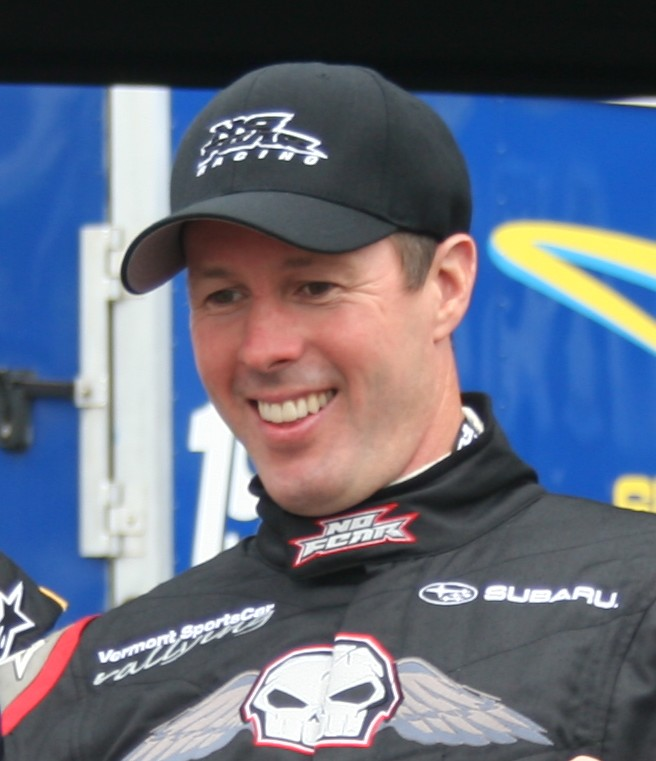
Colin McRae († 2007)

- 2007: Colin McRae, schottischer Rallyefahrer
- 2007: Brett Somers, US-amerikanische Schauspielerin und Komikerin
- 2008: Günter Rohrmoser, deutscher Sozialphilosoph
- 2008: Richard Wright, britischer Musiker (Pink Floyd)
- 2012: Fred Bodsworth kanadischer Schriftsteller, Journalist und Naturforscher
- 2012: Pierre Mondy, französischer Schauspieler und Regisseur
- 2013: Peter Dressler, österreichischer Fotograf
- 2013: Jackie Lomax, britischer Gitarrist und Songschreiber
- 2014: Jürg Schubiger, Schweizer Schriftsteller
- 2014: Thomas Lenk, deutscher Bildhauer
- 2015: Werner Krenkel, deutscher Klassischer Philologe
- 2015: Harry Lipkin, israelischer Physiker
- 2016: Deborah Jin, US-amerikanische Physikerin
- 2016: Rolf Losansky, deutscher Regisseur
- 2016: Paul Stecken, deutscher Pferdesporttrainer
- 2017: Violet Brown, jamaikanische Supercentenarian

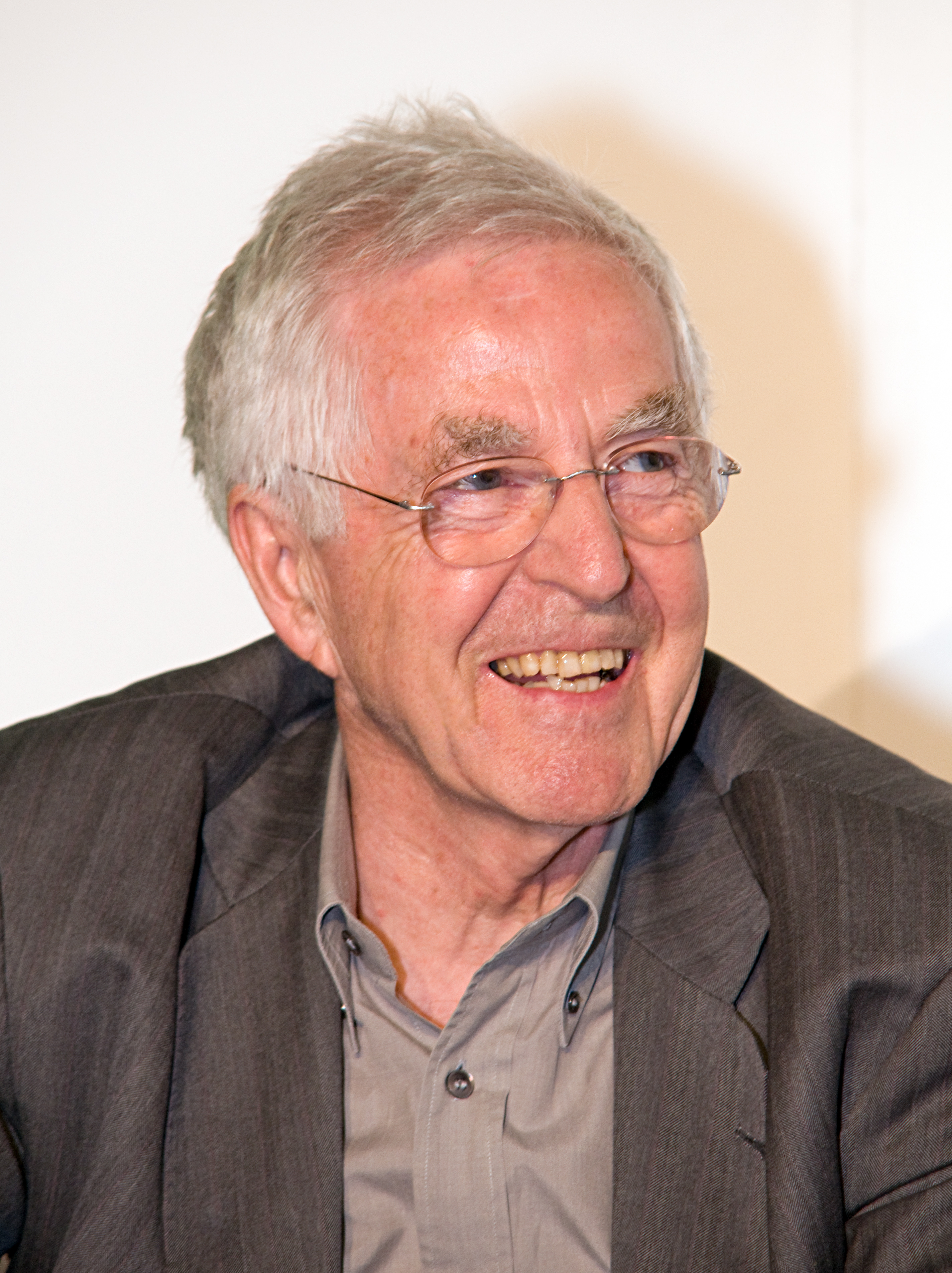
Albert Speer junior († 2017)

- 2017: Albert Speer junior, deutscher Architekt und Stadtplaner
- 2017: Harry Dean Stanton, US-amerikanischer Schauspieler
- 2018: Warwick Kerr, brasilianischer Genetiker und Insektenkundler
- 2018: José Manuel de la Sota, argentinischer Politiker
- 2019: Claus Peter Ortlieb, deutscher Mathematiker und Autor
- 2019: Karlheinz Pilcz, österreichischer Maler und Graphiker
- 2020: Jan Krenz, polnischer Dirigent und Komponist
- 2020: Moussa Traoré, malischer Präsident
- 2019: Lou Angotti, kanadischer Eishockeyspieler und -trainer
- 2021: Žana Lelas, jugoslawische Basketballspielerin
- 2022: Fritz Pleitgen, deutscher Journalist und Intendant
- 2022: Svend Studsgaard, dänischer Ringer
- 2023: Vanessa Show, argentinische Filmschauspielerin, Model und Transvestitin
- 2023: Erich Moser, österreichischer Architekt

## Feier- und Gedenktage
- Kirchliche Gedenktage
  - Jan van Woerden, niederländischer Priester und Märtyrer (evangelisch)
  - Hl. Oranna (katholisch)
  - Hl. Roland von Salsomaggiore, italienischer Einsiedler (katholisch)
  - Gedächtnis der Schmerzen Mariens (katholisch)
- Namenstage
  - Dolores, Enikő, Melitta, Roland
- Staatliche Feier- und Gedenktage
  - Guatemala: Unabhängigkeit von Spanien (1821)
- Internationale Feier- und Gedenktage
  - Internationaler Tag der Demokratie, ausgerufen durch die UNO im Jahr 2007

Weitere Einträge enthält die Liste von Gedenk- und Aktionstagen.